# Aquileia (città antica)
Aquileia romana (l'odierna Aquileia in Friuli; in latino Aquileia) fu fondata nel 181 a.C. dai Romani, nel territorio degli antichi Carni:
(Tito Livio, Ab Urbe condita libri, XL, 34.2-3.)
Importante città militare di frontiera fin dall'epoca repubblicana, divenne una delle capitali dell’Impero romano sotto Massimiano. Nel 452 d.C. fu infine distrutta dalle orde degli Unni di Attila, non tornando mai più agli antichi splendori.
(Strabone, Geografia, V, 1, 8.)
Ecco come la descrive Erodiano, al tempo del suo assedio del 238, da parte delle truppe di Massimino il Trace:
(Erodiano, Storia dell'impero dopo Marco Aurelio, VIII, 2.3-4.)

## Periodo repubblicano (181-31 a.C.)
Fu fondata nel 181 a.C. nei pressi del fiume Natissa come colonia di diritto latino, da Lucio Manlio Acidino, Publio Scipione Nasica e Gaio Flaminio, mandati dal Senato a sbarrare la strada alle popolazioni limitrofe di Carni e Istri, che minacciavano i confini orientali d'Italia. Fu retta inizialmente da duumviri e poi da quattuorviri con un suo senato. La città dapprima crebbe quale avamposto militare in vista delle future campagne contro Istri e Carni, più tardi come "quartier generale" per un'eventuale espansione romana verso il Danubio.
I primi coloni furono 3 000 veterani, seguiti dalle rispettive famiglie provenienti dal Sannio, per un totale di circa 20 000 persone, a cui fecero seguito dei gruppi di Veneti; più tardi, nel 169 a.C., si aggiunsero altre 1 500 famiglie, mentre in città si insediarono anche comunità orientali, come quella egizia, ebraica e siriana.

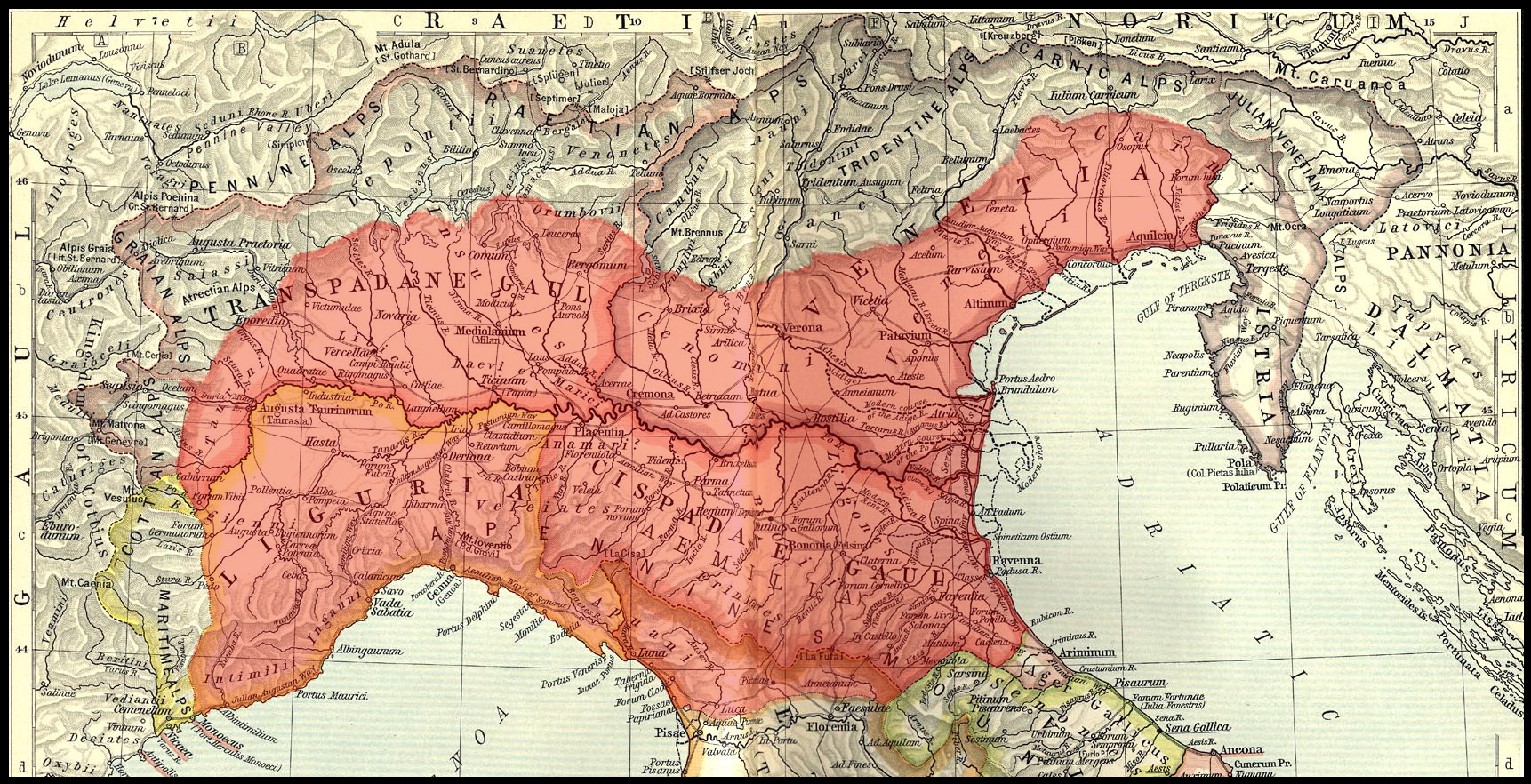
Territori della Gallia Cisalpina (evidenziati in rosso trasparente) tra la fine del II e gli inizi del I secolo a.C.. Anche Aquileia sembra appartenesse a questa provincia.

Aquileia costituì la base principale delle operazioni militari nell'Illirico dei consoli Lucio Cornelio Lentulo Lupo, Gaio Marcio Figulo e Publio Cornelio Scipione Nasica Corculo, durante gli anni 156-155 a.C., contro le tribù dei Dalmati, che portarono poi alla conquista della città di Delminium. Nel 129 a.C. il console Gaio Sempronio Tuditano attaccava le popolazioni degli Istri di Iapodi e Liburni dall'Italia settentrionale (dal suo "quartier generale" di Aquileia, come risulta da un elogio che gli venne dedicato) e successivamente sconfisse anche le popolazioni Alpine dei Carni e dei Taurisci (della zona di Nauporto), meritandosi per questi successi il Trionfo. Dieci anni più tardi, nel 119 a.C. Lucio Cecilio Metello portava a termine una nuova campagna vittoriosa contro i Dalmati, utilizzando Aquileia come base delle sue operazioni, celebrando l'anno seguente il trionfo e meritandosi il titolo vittorioso di Delmaticus. Quattro anni dopo, nel 115 a.C., il console Marco Emilio Scauro, operò in Gallia Cisalpina sia contro i Liguri a ovest, sia contro i Carni e i Taurisci a est, utilizzando in questo secondo caso Aquileia, come "quartier generale". Ancora due anni più tardi, nel 113 a.C., il console Gneo Papirio Carbone fu inviato a fronteggiare un'invasione di genti germanico-celtiche (tra cui i Cimbri), le quali erano penetrate nell'Illirico e poi nel Norico. Carbone, a capo di un esercito che aveva come quartier generale Aquileia, fu però sconfitto presso Noreia.
Dall'origine di base militare deriva la forma quadrilatera del presidio, divisa dal cardine massimo, l'attuale via Giulia Augusta, e dal decumano massimo. Pacificata e romanizzata la regione, la città, municipio dopo l'89 a.C. grazie alla lex Iulia de civitate (che conferiva la pienezza del diritto romano, assegnandola alla tribù della Velina) si ingrandì in fasi successive, come attestano le diverse cinte murarie. Divenne centro politico-amministrativo (capitale della X Regione augustea, Venetia et Histria) e prospero emporio, avvantaggiata dal lungo sistema portuale e dalla raggiera di importanti strade che se ne dipartivano sia verso il Nord, oltre le Alpi e fino al Mar Baltico ("via dell'ambra"), sia in senso latitudinale, dalle Gallie all'Oriente. Fin da tarda età repubblicana e durante quasi tutta l'epoca imperiale Aquileia costituì uno dei grandi centri nevralgici dell'Impero romano. Notevole fu la vita artistica, sostenuta dalla ricchezza dei committenti e dall'intensità dei traffici e dei contatti. La sua posizione faceva sì che la città fosse un crocevia del commercio di vetro, ferro e ambra; veniva anche prodotto un vino di nome Pucinum.
Aquileia proprio in questo periodo acquisì sempre più importanza strategico-militare. Doveva fungere da postazione avanzata a protezione dell'Italia settentrionale, contro eventuali invasioni da nord e da est, come accadde:
- al tempo delle guerre cimbriche nel 102 a.C.;[18]
- quando Mitridate VI del Ponto progettò un'invasione della penisola, grazie all'alleanza con Galli e Sciti. Egli sperava che molte delle popolazioni italiche, si alleassero con lui in odio ai Romani, come era accaduto durante la seconda guerra punica ad Annibale, dopo che i Romani avevano mosso guerra contro di lui in Spagna. Sapeva, inoltre, che quasi tutta l'Italia si era ribellata ai Romani in due occasioni negli ultimi trent'anni: al tempo della guerra sociale del 90-88 a.C. e nella recente guerra servile del gladiatore Spartaco, degli anni 73-71 a.C..[19]
- per il formarsi del potente regno delle tribù daciche a opera del loro re Burebista.[20]

Busto del giovane Ottaviano, futuro imperatore Augusto che da Aquileia condusse alcune campagne militari contro Istri, Pannoni e Dalmati (Museo archeologico cittadino).

Sappiamo che durante il suo primo consolato del 59 a.C., Gaio Giulio Cesare, con l'appoggio degli altri triumviri (Pompeo e Crasso), ottenne con la Lex Vatinia del 1º marzo il proconsolato delle province della Gallia Cisalpina e dell'Illirico per cinque anni e il comando di un esercito composto da tre legioni. Poco dopo un senatoconsulto aggiunse anche quella della Gallia Narbonense, il cui proconsole era morto all'improvviso, e il comando della X legione.
Il fatto che a Cesare sia stata assegnata inizialmente la provincia dell'Illirico come parte del suo imperium, e che all'inizio del 58 a.C. ben tre legioni fossero state dislocate ad Aquileia, potrebbe indicare che egli intendesse cercare proprio in quest'area gloria e ricchezze con cui accrescere il suo potere e la sua influenza militare e politica. Cesare aveva infatti bisogno di importanti vittorie militari così da costruirsi un suo potere personale con il quale controbilanciare quello che Pompeo si era costruito con le vittorie ottenute in Oriente. A tal fine progettava probabilmente una campagna oltre le Alpi Carniche fin sul Danubio, sfruttando la crescente minaccia delle tribù della Dacia (corrispondente grosso modo all'odierna Romania), che si erano riunite sotto la guida di Burebista, il quale aveva poi guidato il suo popolo alla conquista dei territori dislocati a ovest del fiume Tibisco, oltrepassando il Danubio e sottomettendo l'intera area su cui si estende l'attuale pianura ungherese, ma soprattutto avvicinandosi pericolosamente all'Illirico romano e all'Italia. Le sue armate si erano però fermate all'improvviso, forse per il timore di un possibile intervento diretto di Roma nell'area balcano-carpatica. Così, invece di continuare nella sua marcia verso occidente, Burebista era tornato nelle sue basi in Transilvania, rivolgendo poi le proprie mire a Oriente: attaccò i Bastarni e infine assediò e distrusse l'antica colonia greca di Olbia (nei pressi dell'attuale Odessa).
Sappiamo di numerosi soggiorni di Cesare ad Aquileia durante la conquista della Gallia: nell'inverno del 57-56 a.C., relativamente a operazioni militari/diplomatiche condotte dallo stesso proconsole nei pressi di Salona attorno al 3 marzo di quell'anno; nel 54 a.C. per condurre una breve campagna contro il popolo dei Pirasti che abitavano l'Illirico meridionale; ancora negli inverni del 54-53 a.C. e del 53-52 a.C.; qui Cesare tornò insieme alla legio XV durante l'inverno successivo, dopo che la città era stata attaccata insieme a Tergeste dagli Iapidi, quando il proconsole era impegnato in Gallia contro Vercingetorige. La conseguenza fu che gli abitanti di Aquileia, non solo furono costretti a riparare le mura danneggiate, ma iniziarono la costruzione di due castella difensivi: a Tricesimo (50 km a nord di Aquileia) ed a Iulium Carnicum.
Nel 49 a.C., allo scoppio della guerra civile, Aulo Gabinio fu richiamato da Cesare e gli fu affidato il comando delle operazioni nell'Illirico. Sembra che disponesse di tre nuove legioni ad Aquileia (la XXXIII, la XXXIV e la XXXV, pari a 30 coorti totali) e che, a capo di 15 coorti e 3 000 cavalieri, marciando verso sud in direzione della Macedonia, subì un improvviso attacco da parte dei Dalmati, riuscendo a riparare a Salona solo con pochi superstiti. Alla fine riuscì a unirsi a Lucio Cornificio (che aveva alle sue dipendenze le legioni XXXI e XXXII) con i pochi armati rimasti, per combattere contro queste popolazioni.
Un quindicennio più tardi, tra il 35 e il 33 a.C., Aquileia rimase ancora "quartier generale" delle campagne militari di Ottaviano nell'Illirico. Si trovava al centro di tre differenti direttrici di marcia: quella più a sud-est verso le tribù della costa; quella "centrale" che portava nei territori dei Giapidi; e quella più a nord-est contro le popolazioni di Carni e Taurisci.

### Archeologia di Aquileia repubblicana
Nel 148 a.C. da Aquileia ebbe inizio la costruzione della via Postumia che congiungeva l'Adriatico con il Tirreno presso Genova. La strada era una via consolare romana fatta costruire dal console romano Postumio Albino nei territori della Gallia Cisalpina, l'odierna Pianura Padana, per scopi prevalentemente militari. Una quindicina di anni più tardi, nel 131 a.C., il pretore Tito Annio Rufo diede inizio alla via Annia che collegava Hatria (la moderna Adria) con Patavium (Padova), Altinum (Altino), Iulia Concordia (moderna Concordia Sagittaria, dove incrociava la via Postumia) e infine Aquileia.
I resti del grande porto fluviale sul fiume Natissa (moli, magazzini e strade che si collegavano con la città), costruiti su entrambe le sponde del fiume, sono visitabili lungo la Via Sacra e risalirebbero fin dalla fine del II secolo a.C., in seguito ampliato e ristrutturato più volte. Vi è da aggiungere che fin dai primordi ad Aquileia erano adorate le divinità del pantheon latino, ma anche di quello locale. Non a caso le numerose iscrizioni dei soldati della guarnigione, che qui risiedettero per circa due secoli, portarono il culto di Mitra, e più tardi anche quello del Cristianesimo.

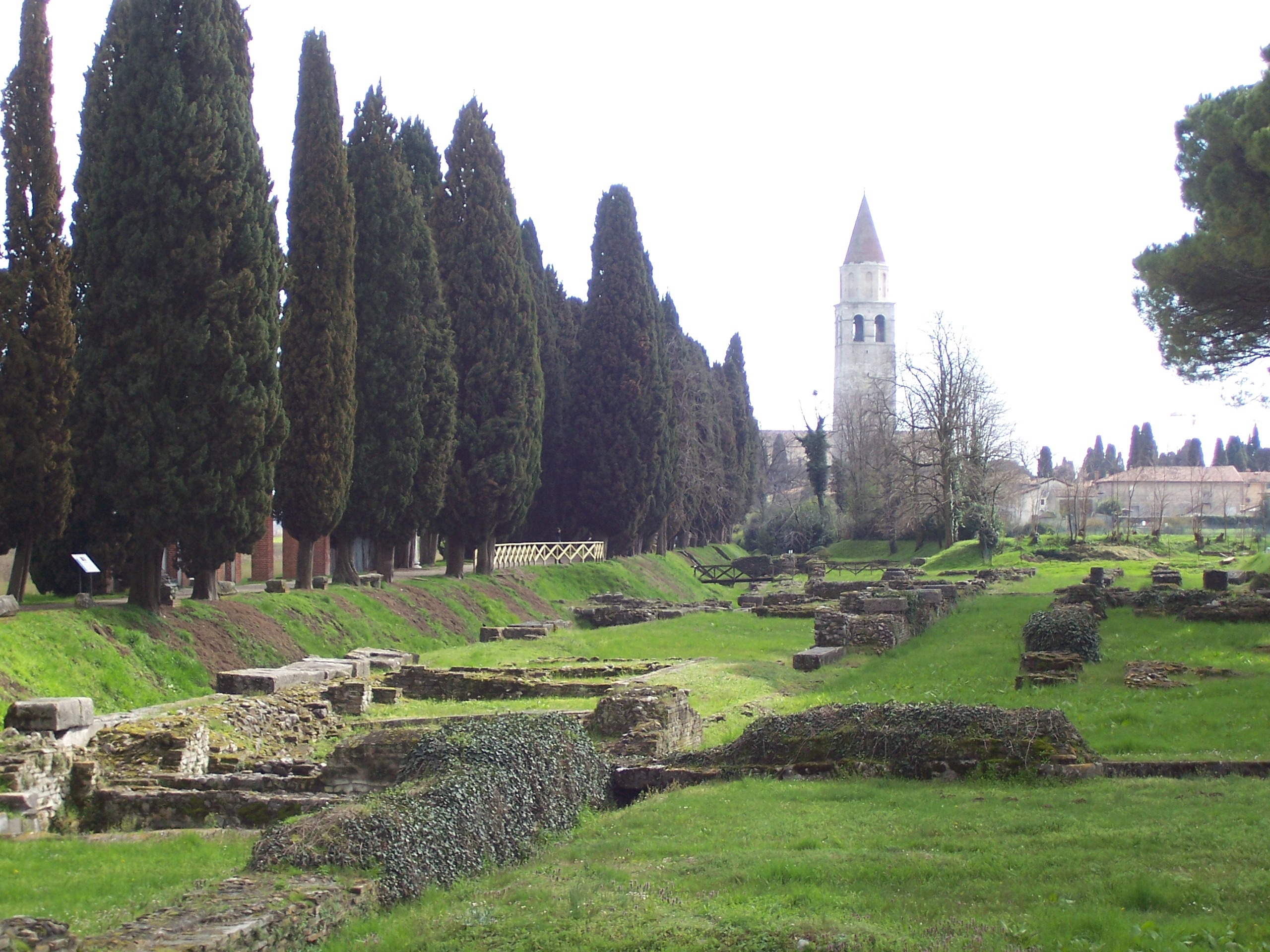
Porto fluviale romano (1)
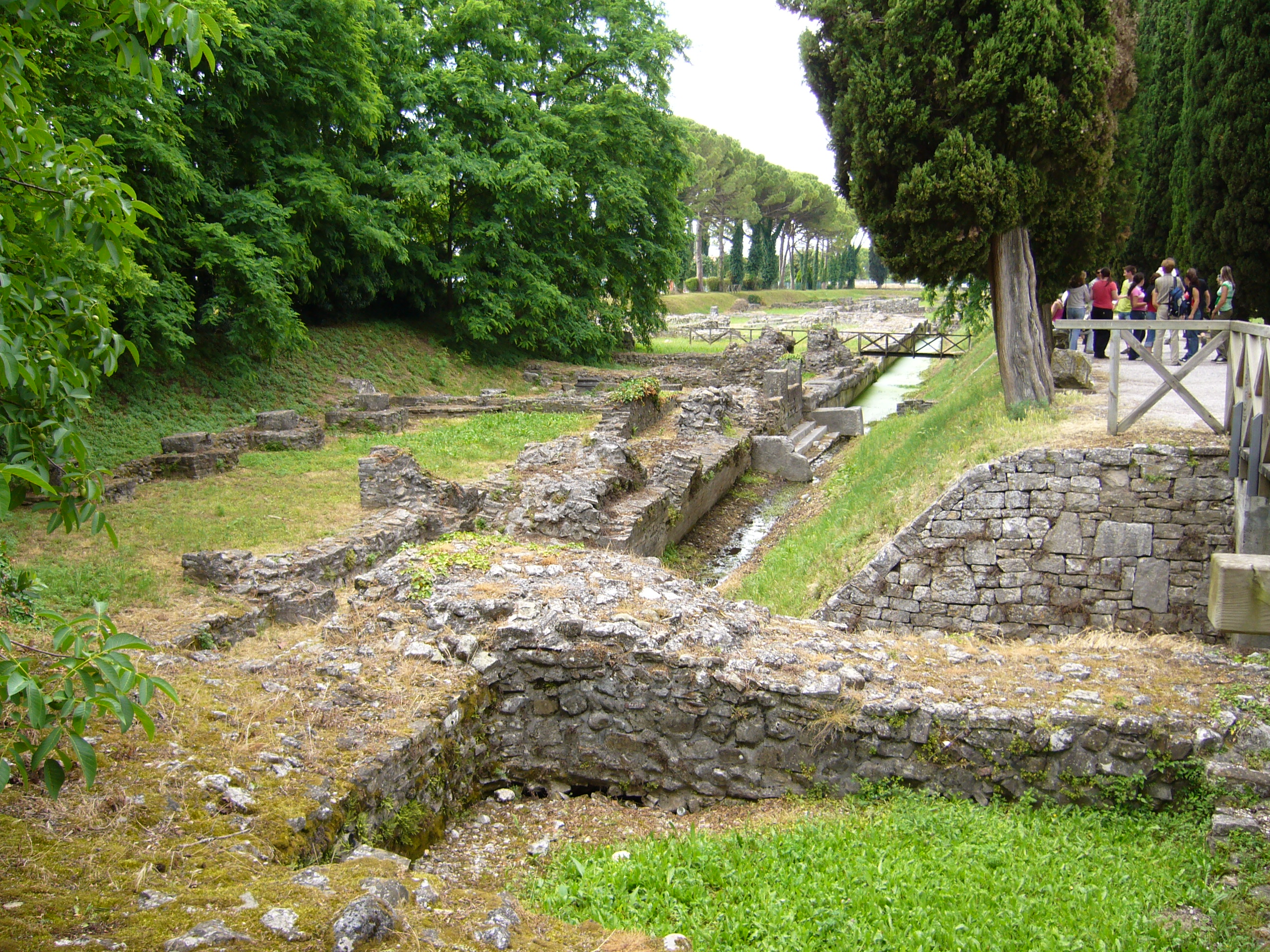
Porto fluviale romano (2)
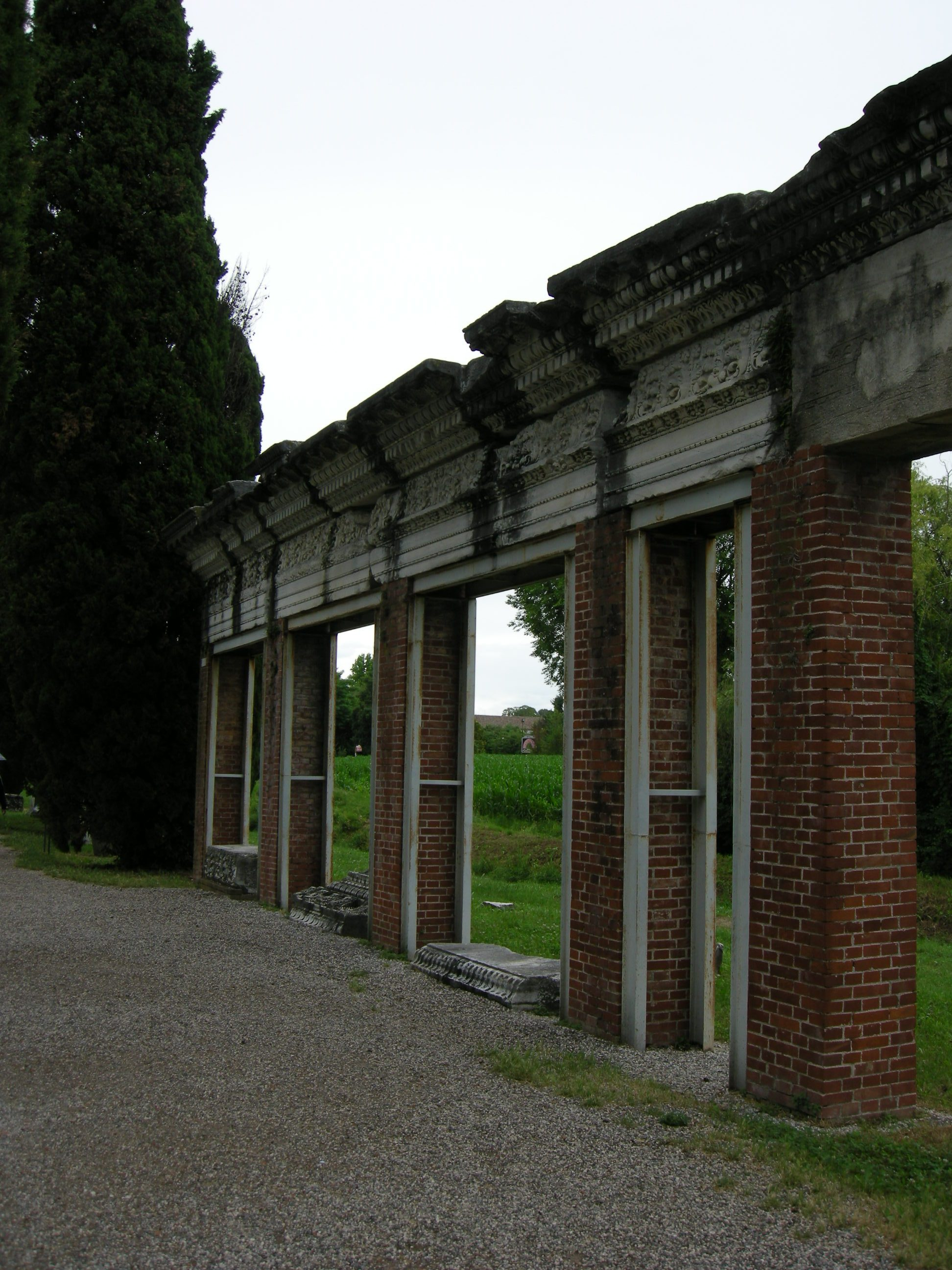
Scavi del porto fluviale (3)
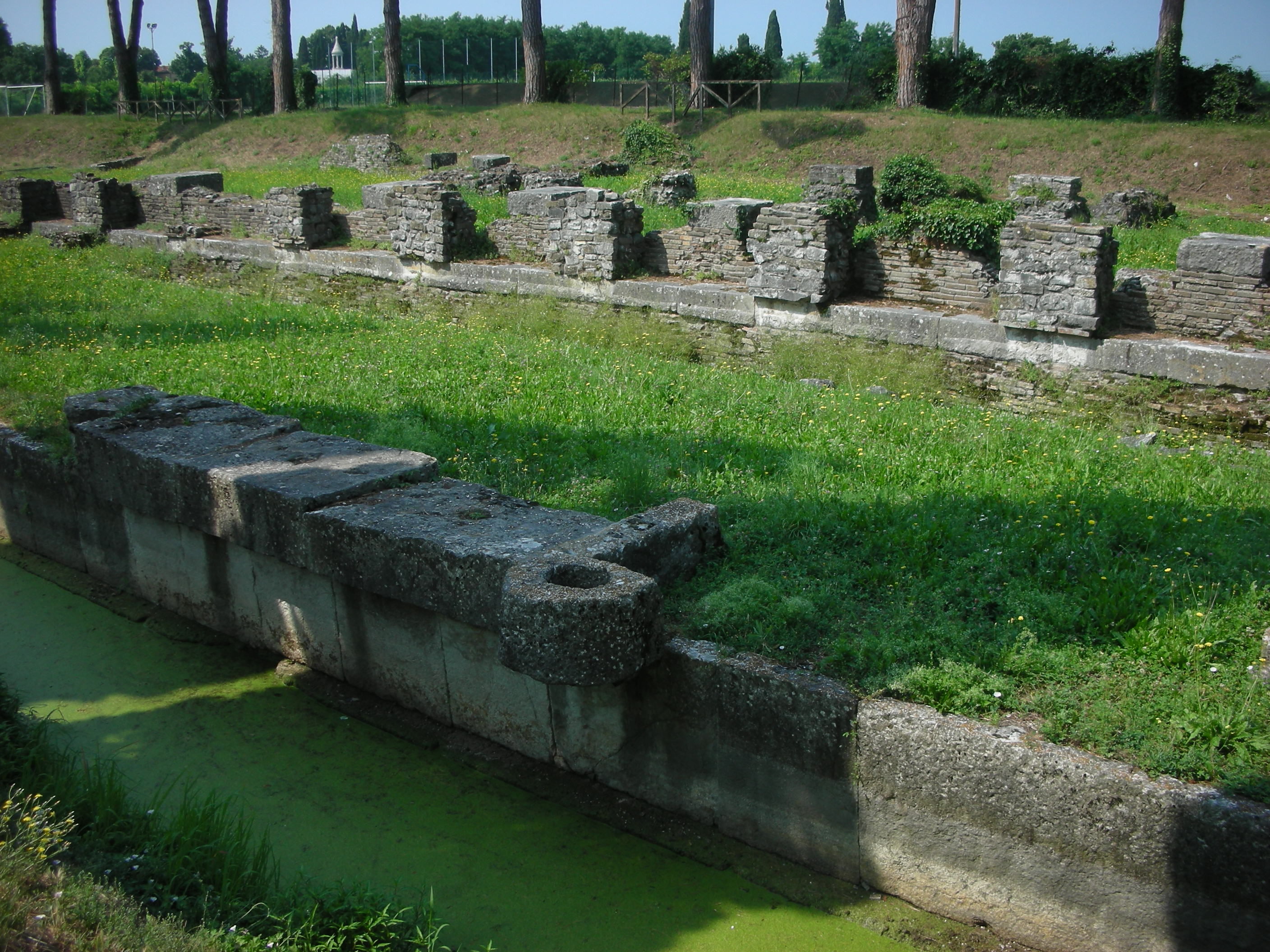
Porto fluviale (4)
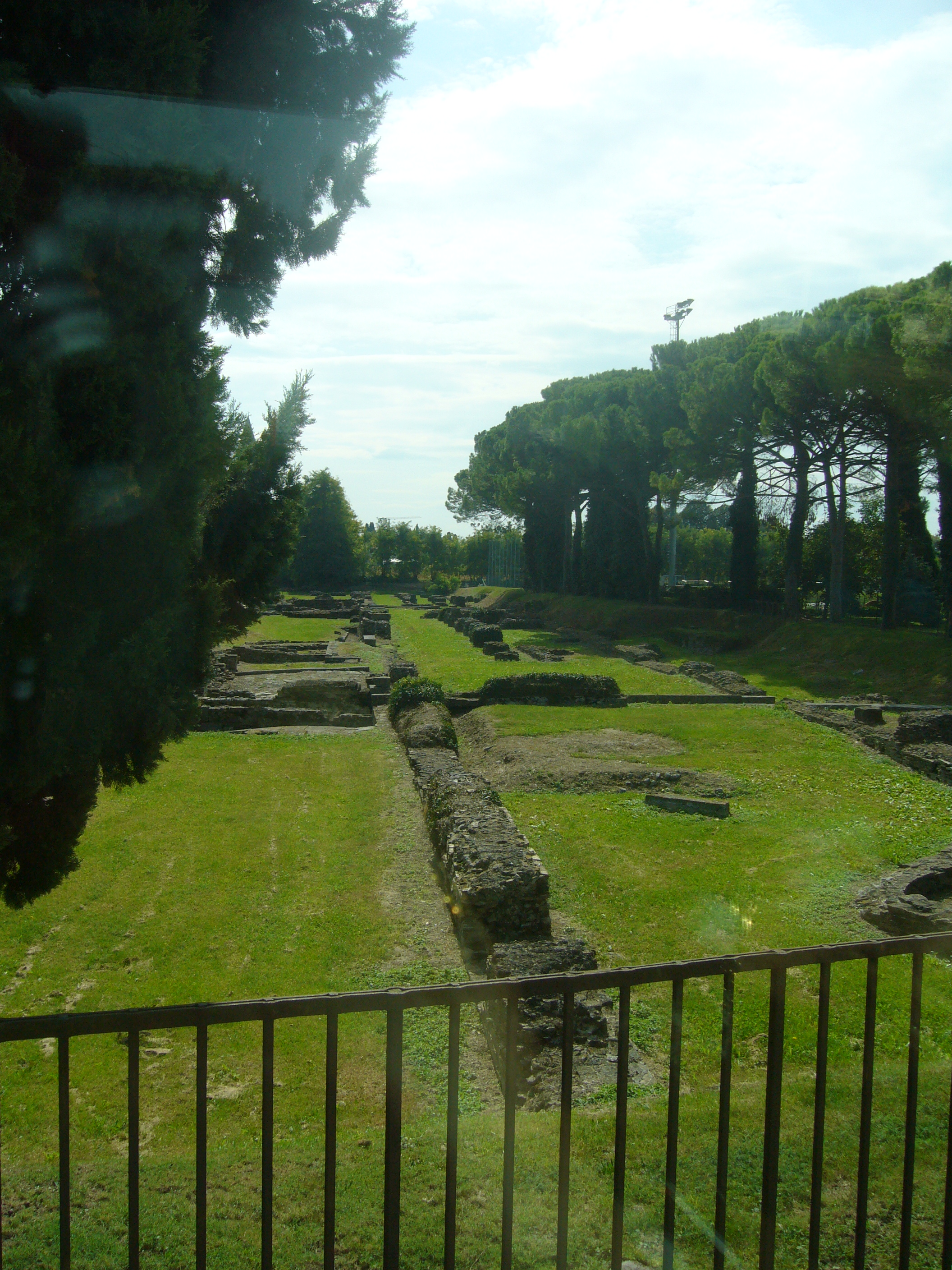
Porto fluviale (5)
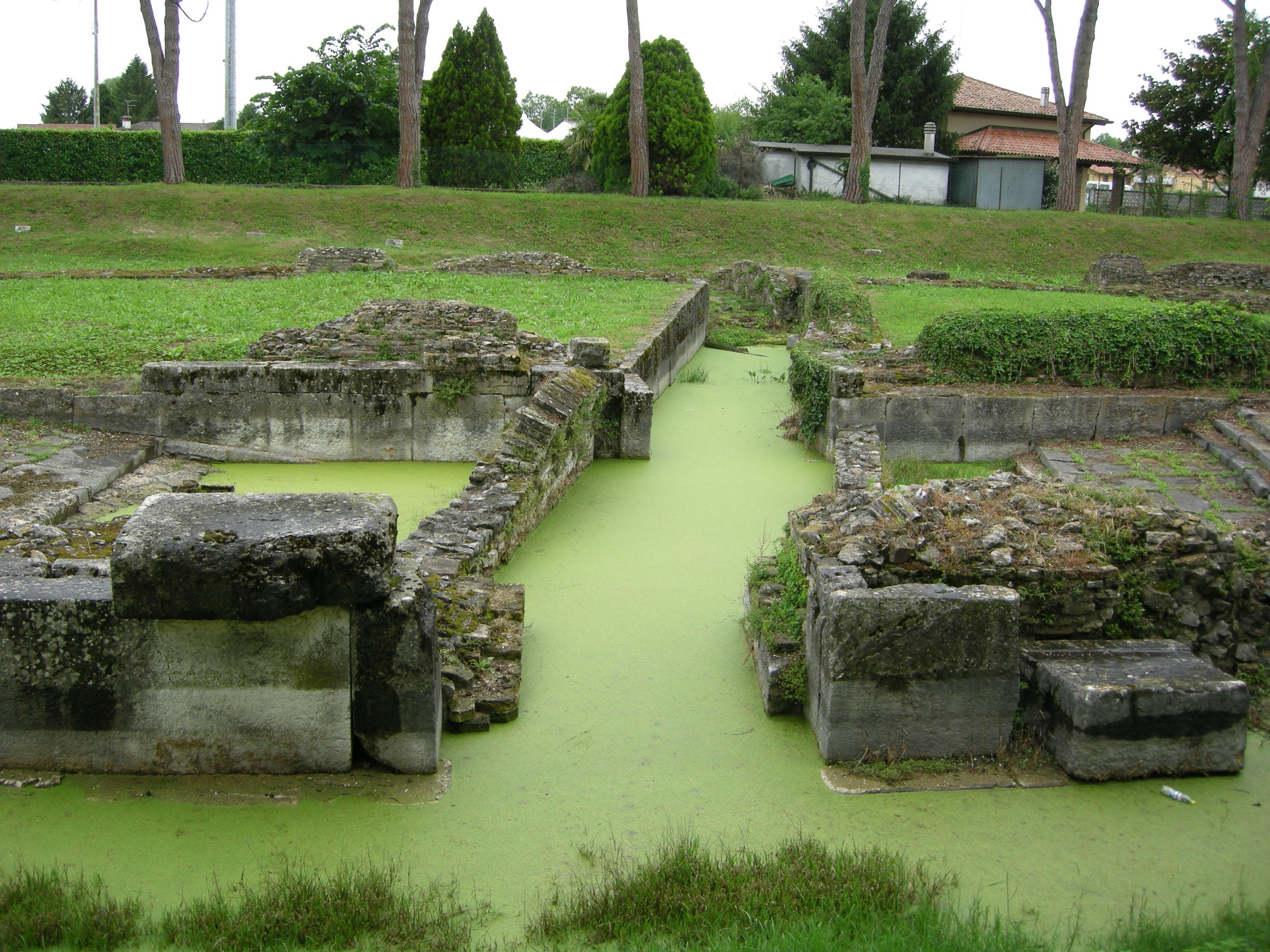
Porto fluviale (6)
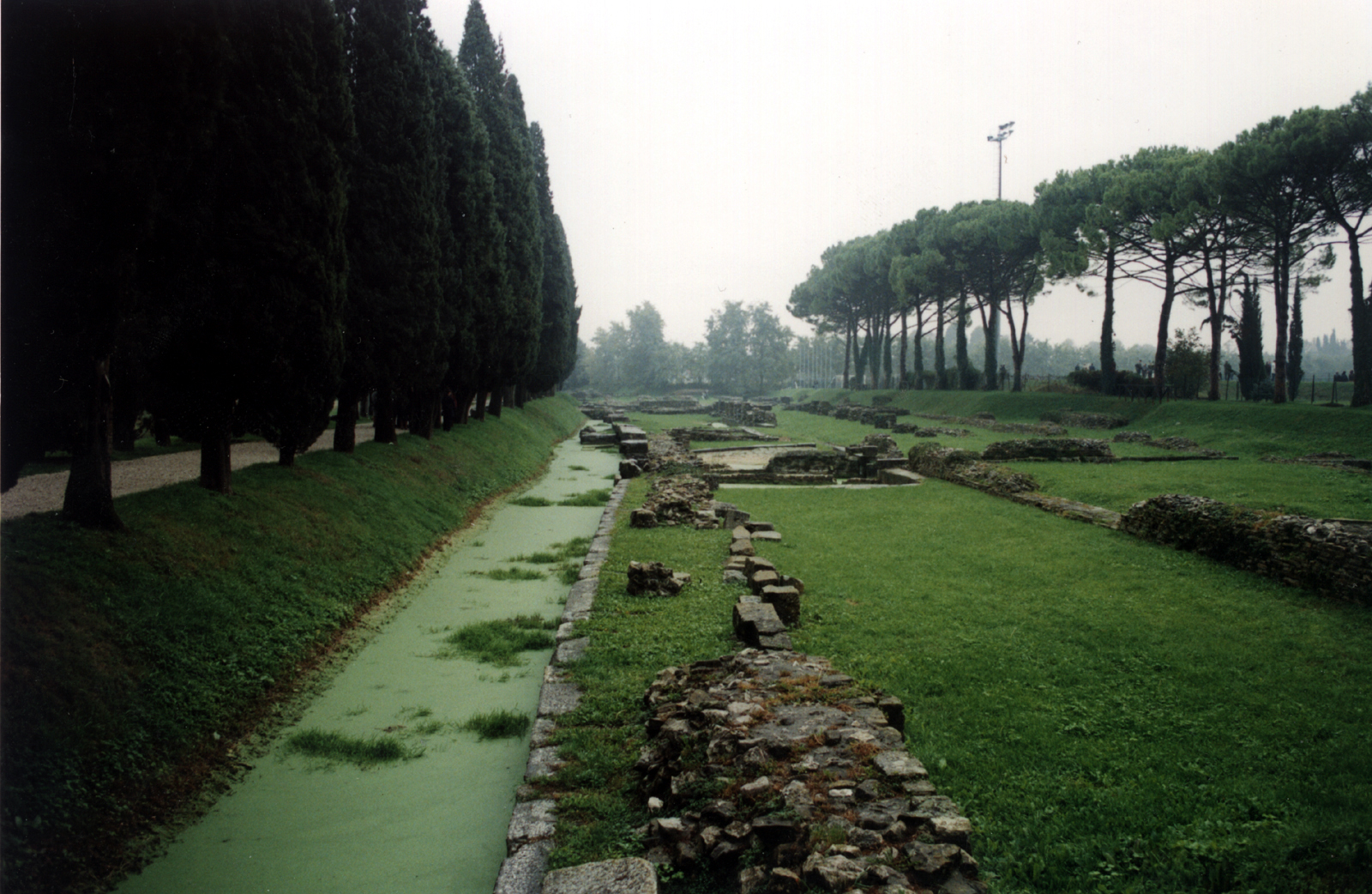
Porto fluviale (7)
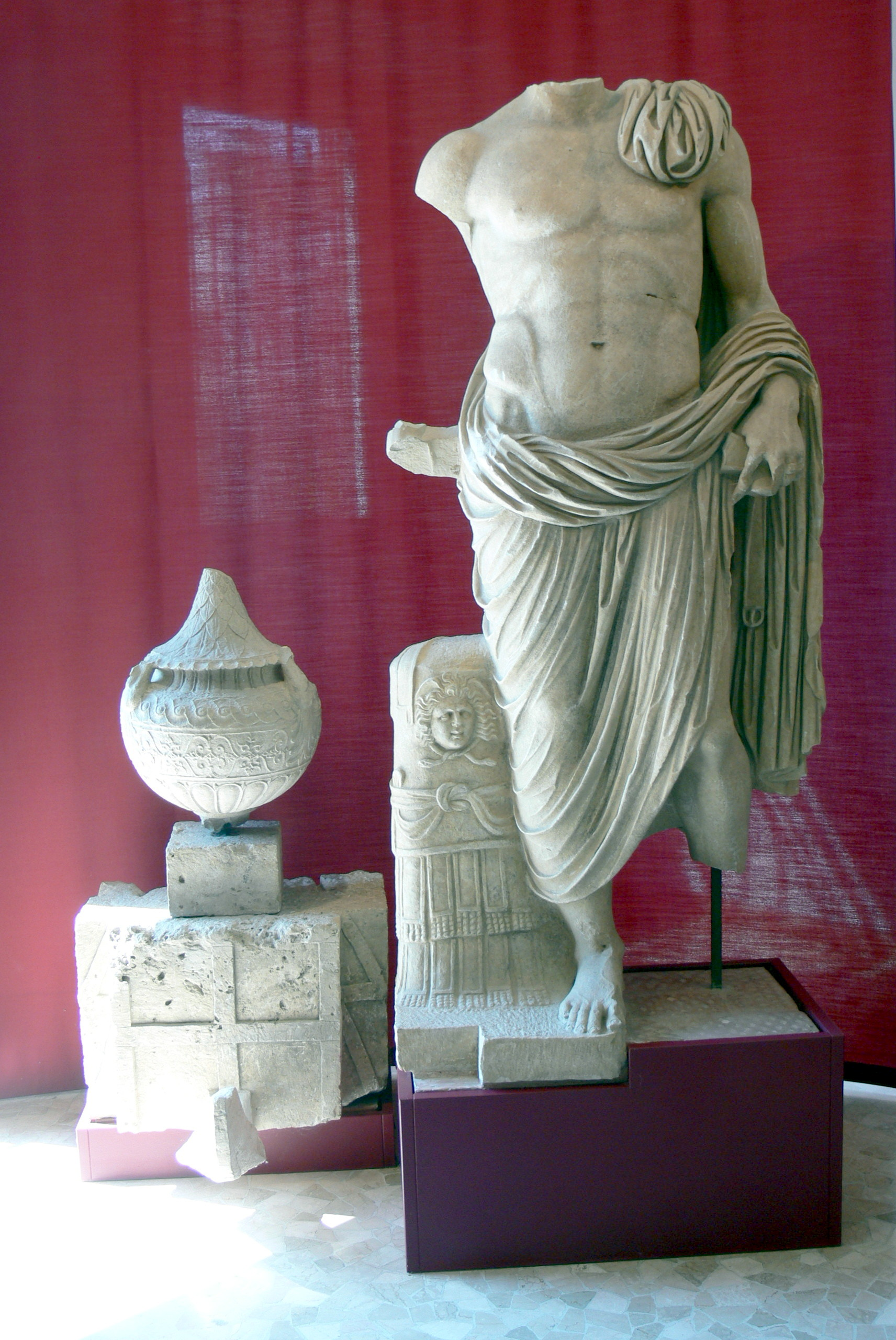
Statua priva di testa appartenente ad ammiraglio romano (presso il Museo archeologico di Aquileia).

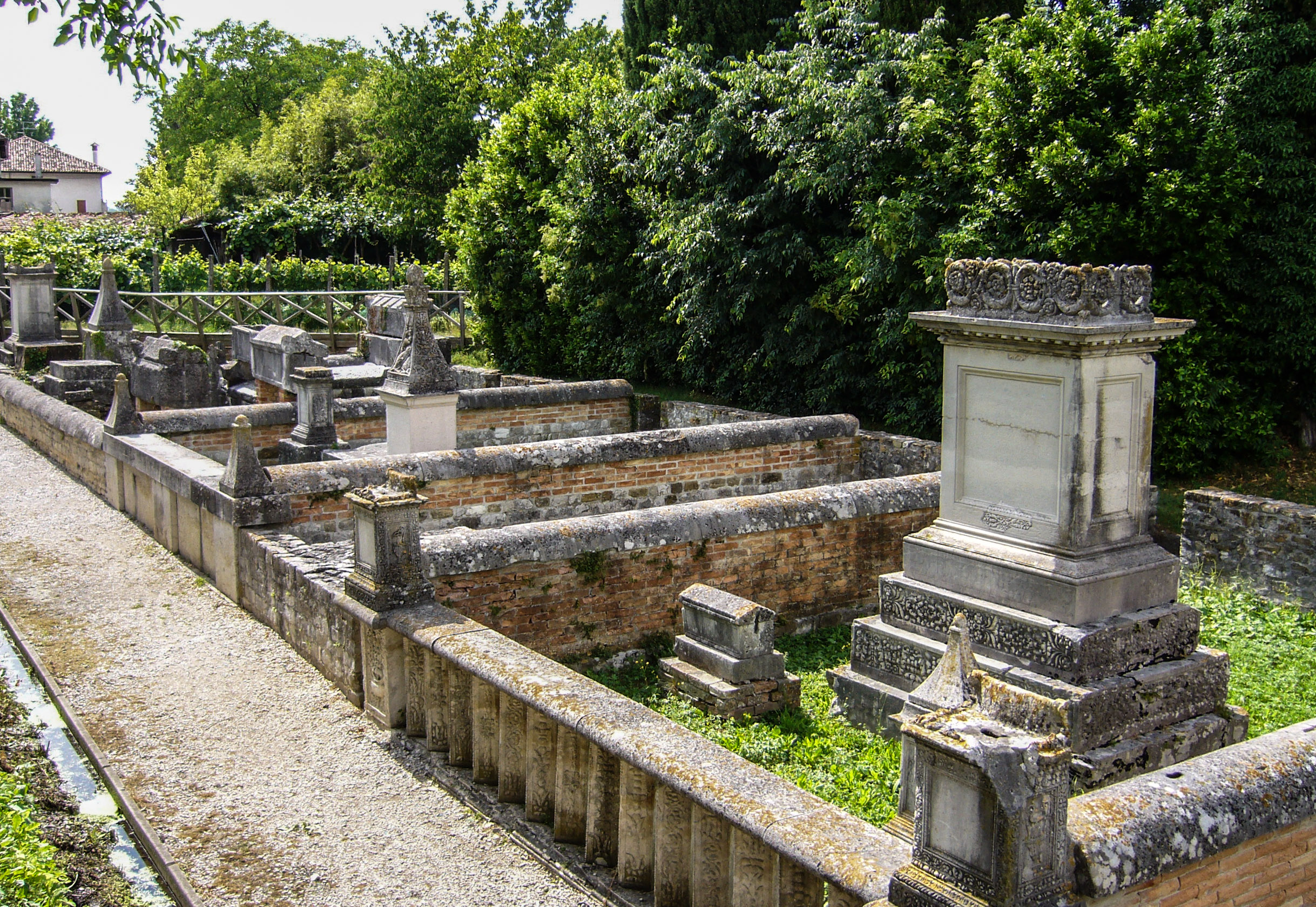
Sepolcreto romano (1)
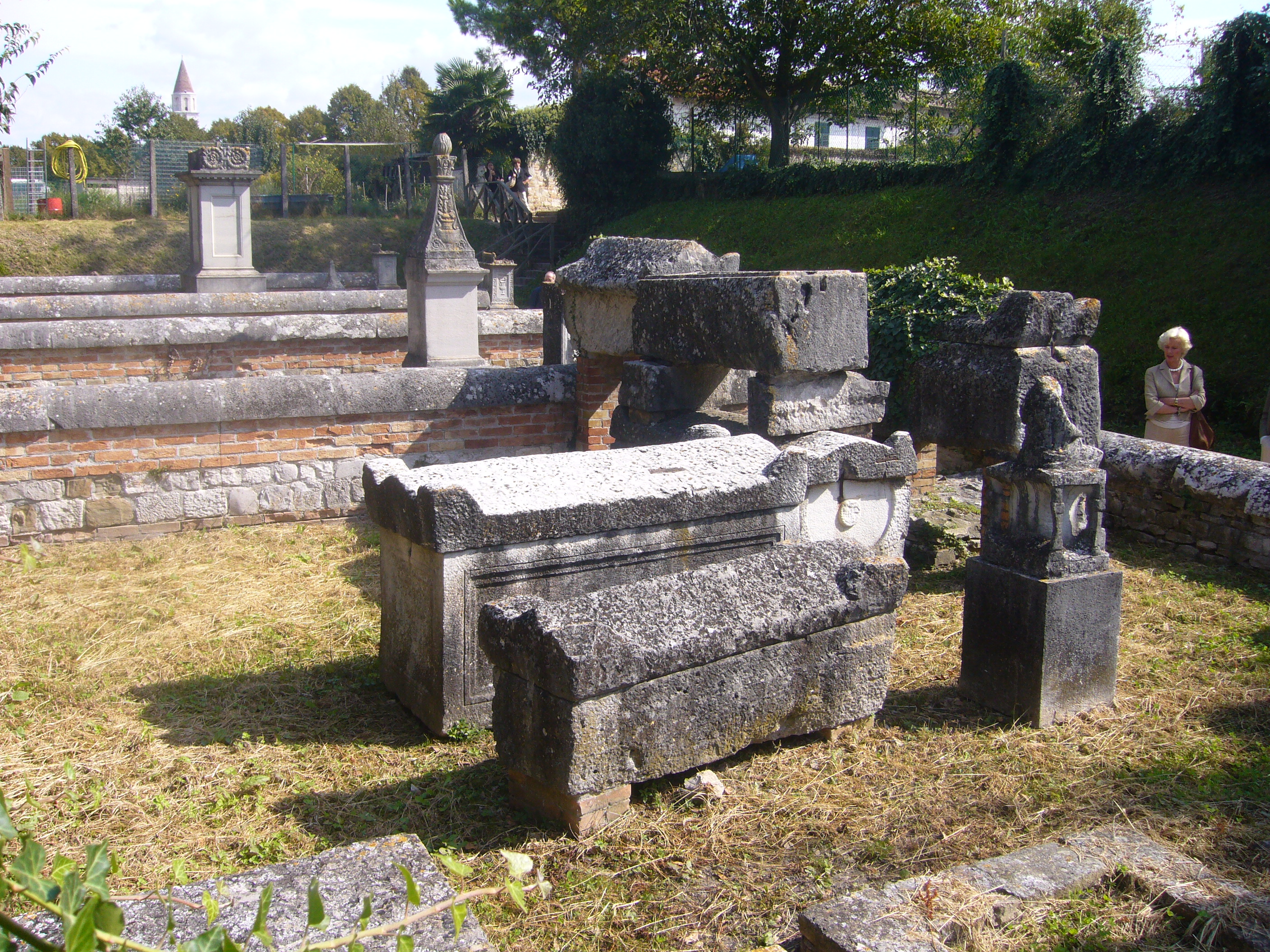
Sepolcreto romano (2)
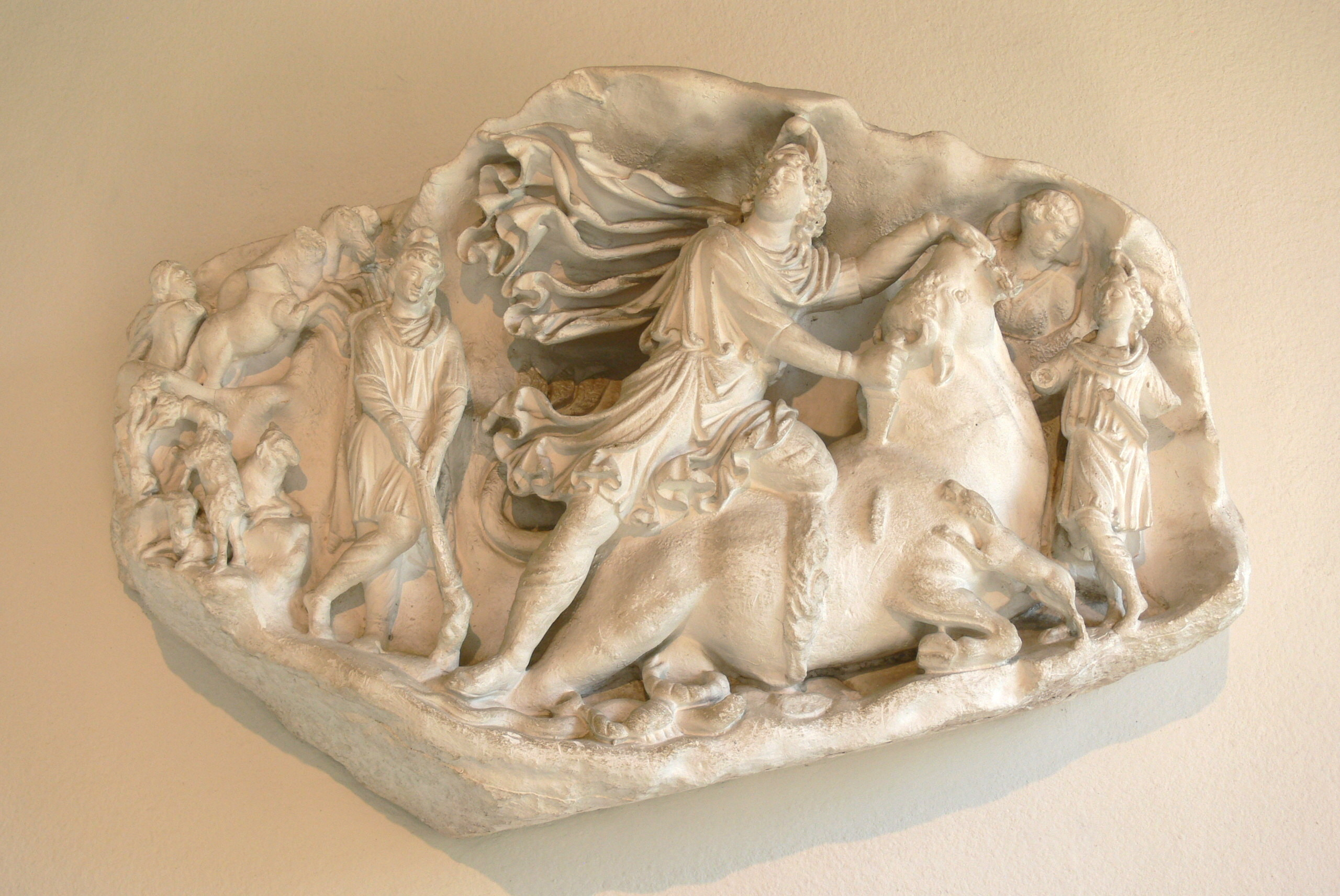
Rilievo scultoreo di Mitra (culto di legionari romani), oggi conservato a Vienna. Al museo archeologico nazionale di Aquileia è presente una copia.
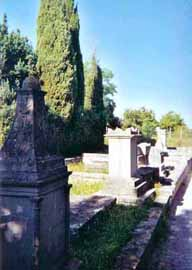
Area sepolcrale a nord-ovest della città, nei pressi delle cosiddette Grandi Terme Costantiniane.

## Periodo alto-imperiale (30 a.C.-285 d.C.)

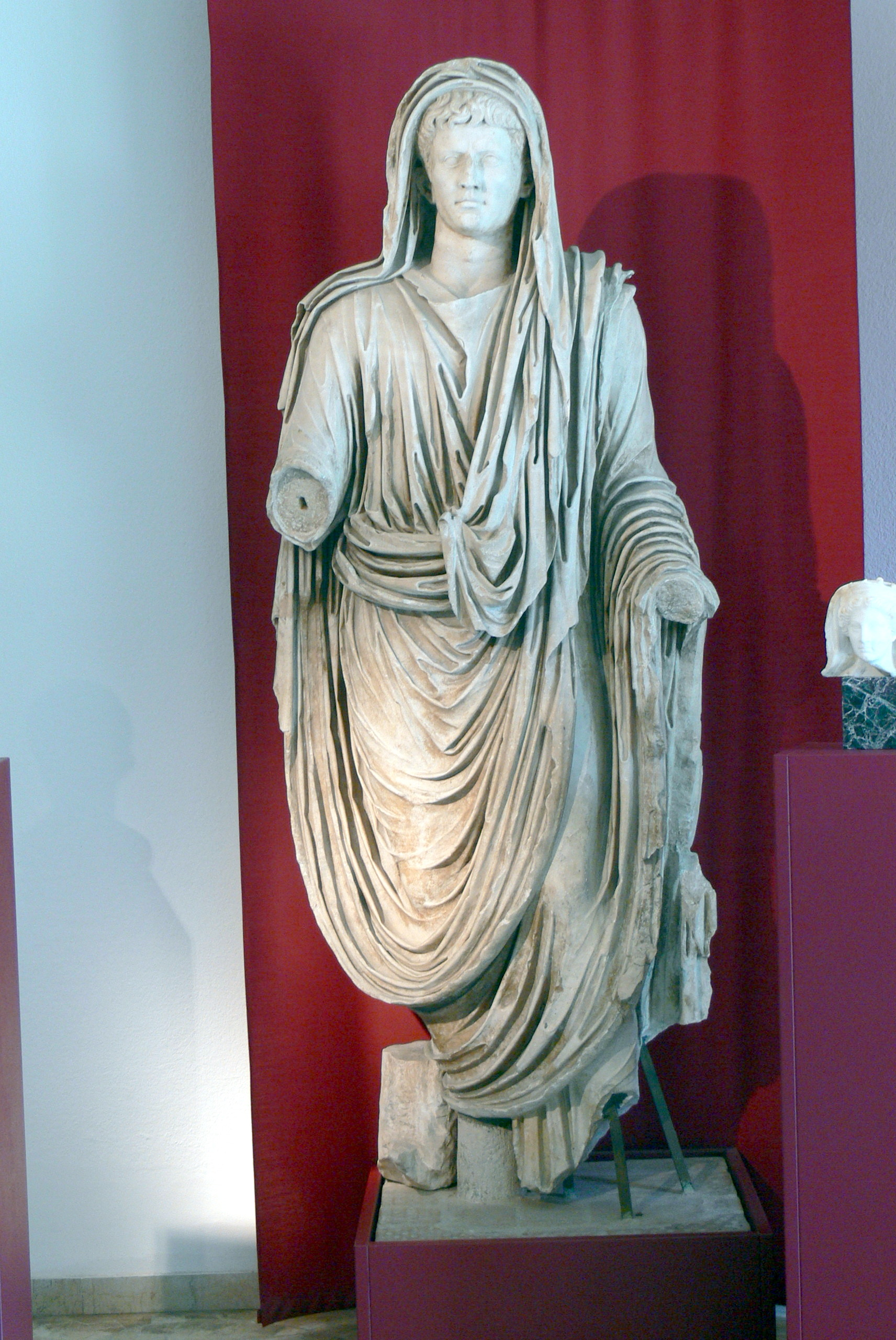
Statua di Augusto (che utilizzò Aquileia quale quartier generale per le campagne militari degli anni 13-9 a.C.) (Museo archeologico cittadino).

Al tempo di Augusto, dopo una prima campagna condotta da Publio Silio Nerva nel 16 a.C. in seguito a un'invasione di Pannoni in Istria e alla successiva conquista romana dei territori fino a Pola e all'Arsia, nel 15 a.C., il figliastro Tiberio, insieme al fratello Druso, condussero una campagna militare contro le popolazioni di Reti, stanziati tra il Norico e la Gallia, e Vindelici. I due, nel tentativo di accerchiare il nemico attaccandolo su due fronti senza lasciargli vie di fuga, progettarono una grande "operazione a tenaglia" che misero in pratica anche grazie all'aiuto dei loro luogotenenti: Tiberio mosse dall'Elvezia, mentre il fratello minore da Aquileia e raggiunta Tridentum, divise l'esercito in due colonne. Una prima colonna percorse la valle dell'Adige e dell'Isarco (alla cui confluenza costruì il Pons Drusi, presso l'attuale Bolzano), risalendo fino all'Inn; la seconda percorse quella che diventerà sotto l'imperatore Claudio la via Claudia Augusta (tracciata pertanto dal padre Druso) e che attraverso la val Venosta e il passo di Resia, raggiungeva anch'essa il fiume Inn. Tiberio, che avanzava da ovest, sconfisse i Vindelici, riunendosi nei pressi del lago di Costanza con il fratello Druso che, nel frattempo, aveva sconfitto e sottomesso i popoli dei Breuni e dei Genauni. Questi successi permisero ad Augusto di sottomettere le popolazioni dell'arco alpino fino al Danubio e gli valsero una nuova acclamazione imperatoria. Pochi anni più tardi, a partire dal 14 a.C., ancora Aquileia risultò fondamentale per la sottomissione dell'intero Illirico e della Pannonia, sotto i comandi prima di Marco Vinicio, poi del genero e amico fraterno di Augusto, Agrippa, poi del figliastro Tiberio. Ancora Aquileia continuò a costituire un importante centro militare durante la rivolta dalmato-pannonica del 6-9, costituendo l'ultimo baluardo contro la possibile minaccia di un'invasione di queste genti, che avrebbero così potuto raggiungere la stessa Roma in soli dieci giorni. Era invece chiaro che Aquileia avesse invece perduto la sua antica funzione di "quartier generale", che veniva ora attribuita da Tiberio a Siscia sul fiume Sava, in posizione più avanzata. Da questo momento in poi, infatti, Aquileia cessò di avere ancora un ruolo militare determinante, mantenendo invece un'importante funzione economica e sociale nelle retrovie, ora che tutte le forze militari erano state spostate in Pannonia e Dalmazia.
Da Aquileia passò molto probabilmente Druso minore, figlio di Tiberio, quando si recò in Pannonia a sedare una rivolta tra le legioni (nel 14). Oltre cinquant'anni più tardi, nel 69, transitarono da questa città le legioni VII Claudia e VIII Augusta sotto la guida di Antonio Primo. Esse si erano schierate e avevano proclamato Vespasiano, loro imperatore. Qualcuno ha anche ipotizzato che le scene della colonna Traiana n.58-63 ritraggano il foro di Aquileia, da dove sarebbe passato Traiano per la campagna dacica del 105.

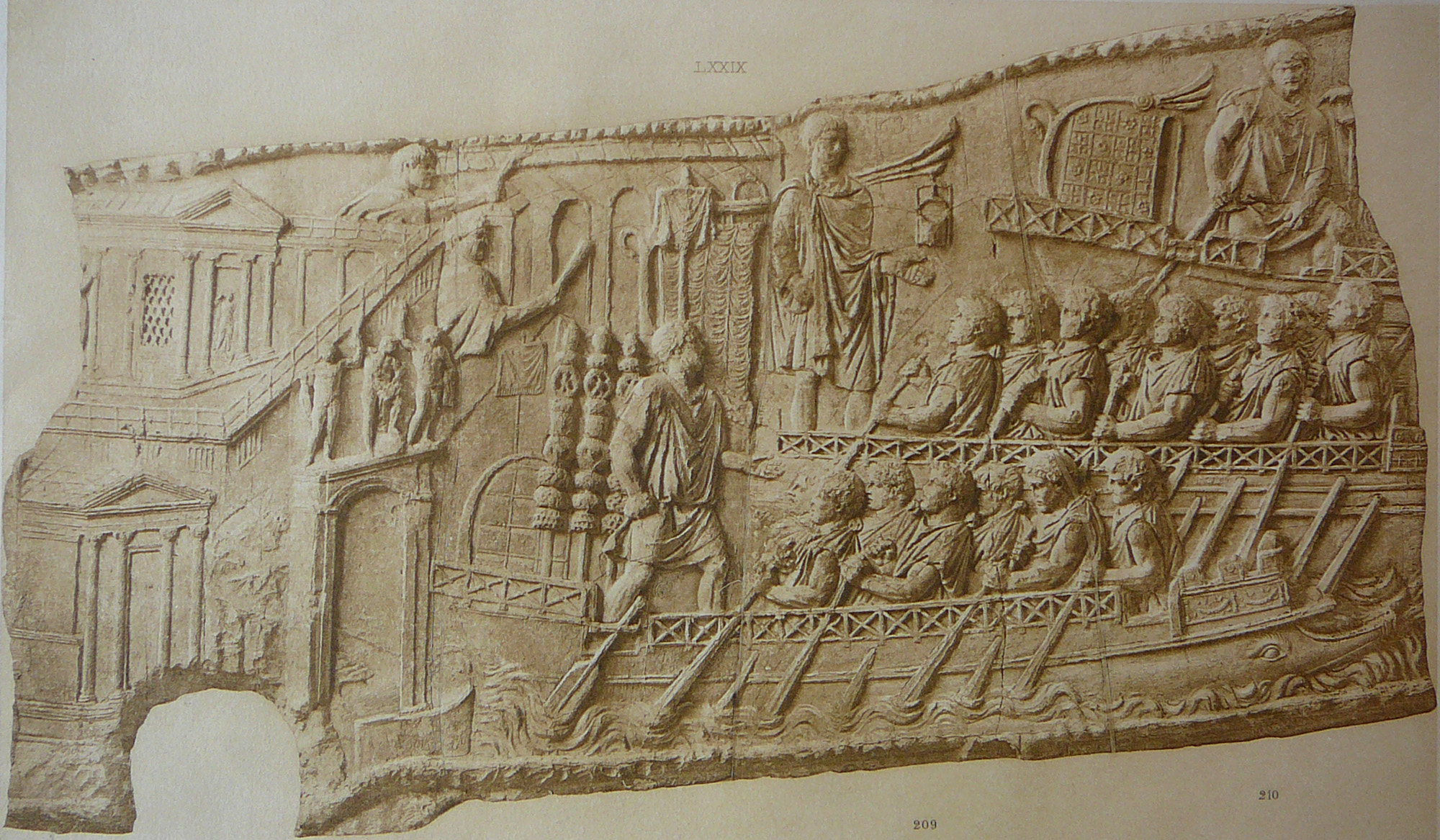
Colonna Traiana n.58: classiarii che salpano dal porto di Brindisi (?).
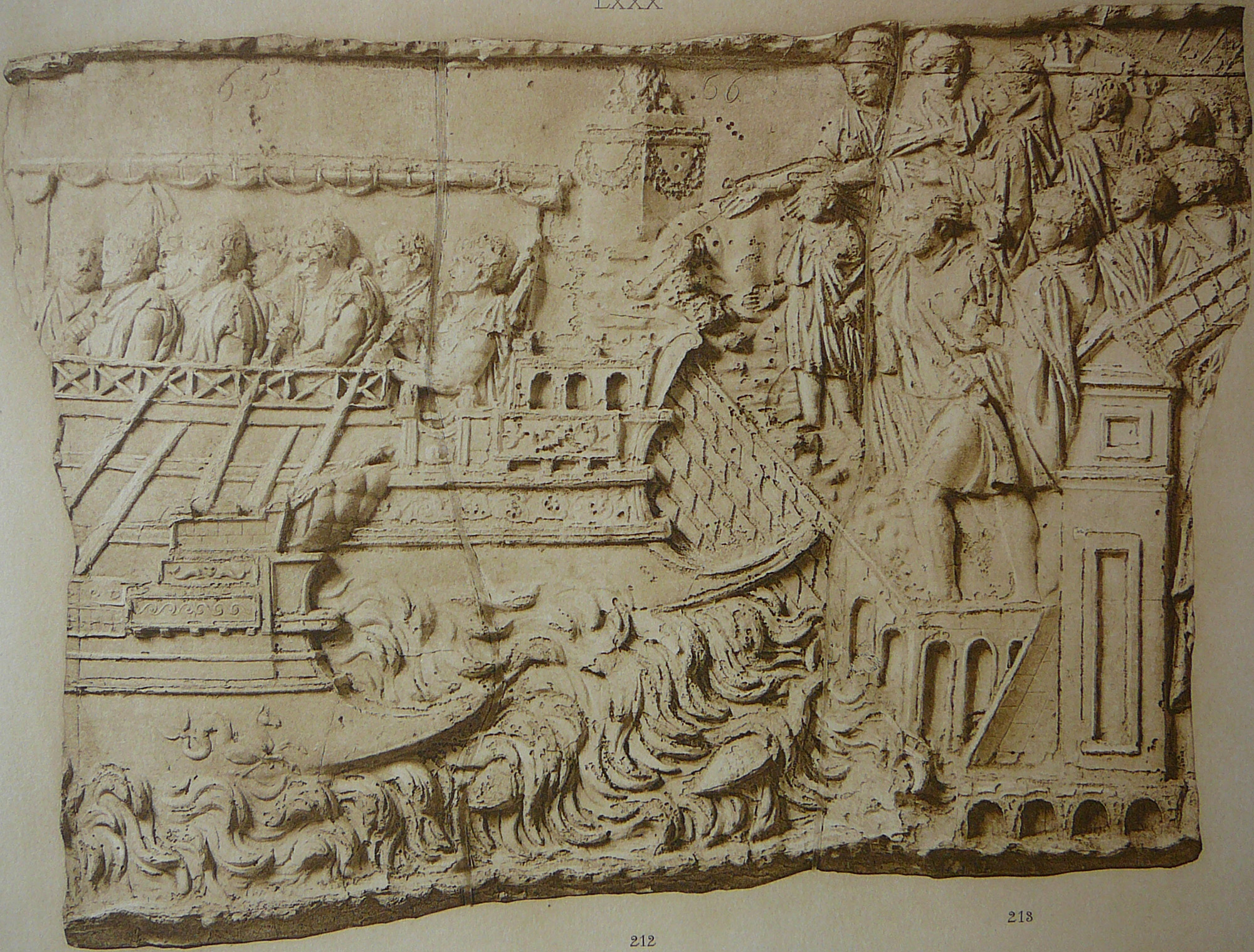
n.59: secondo porto della costa italico-adriatica.
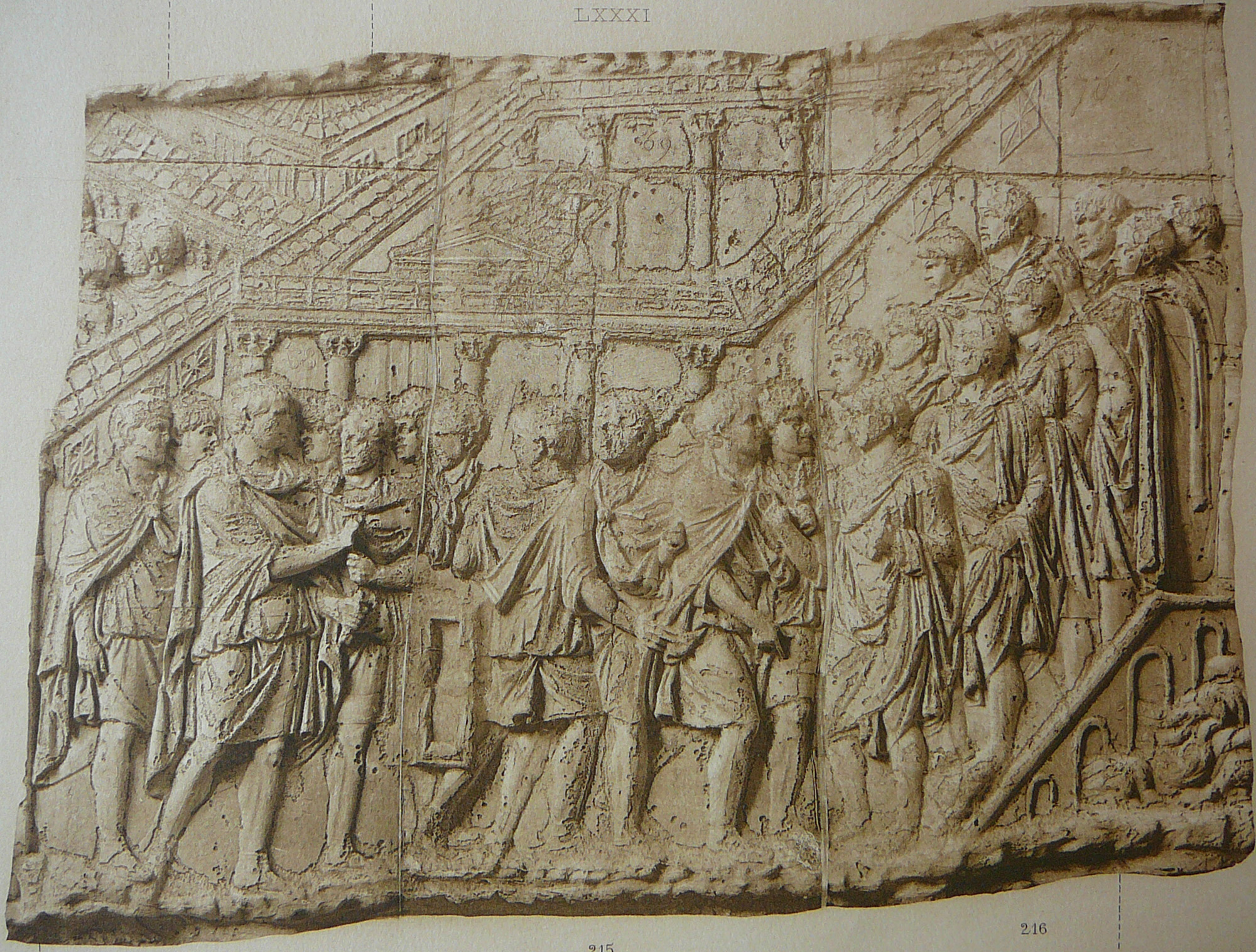
n.60: il foro della seconda città italica.
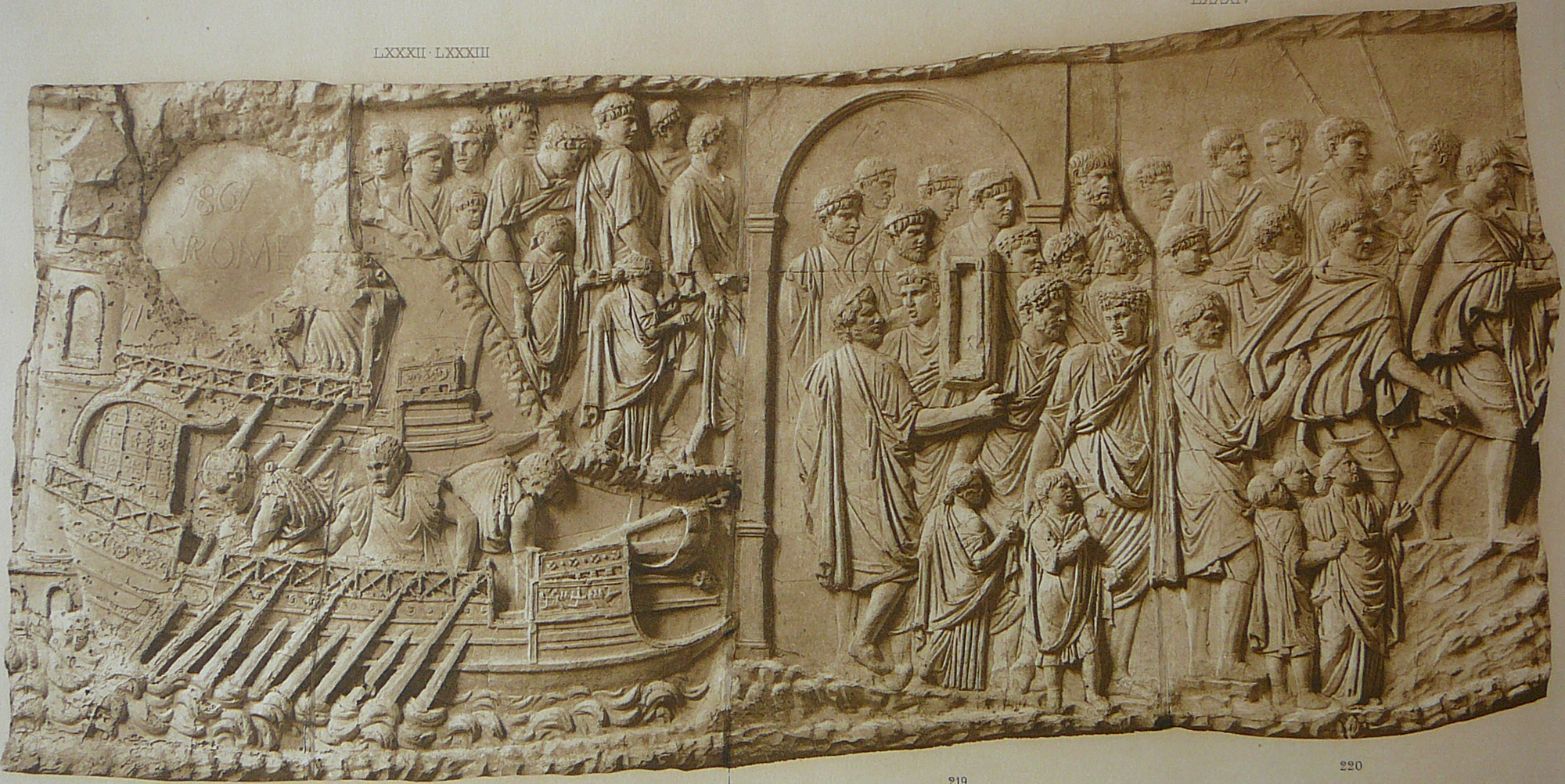
n.61: la terza tappa è forse Ancona con il suo arco trionfale (?).
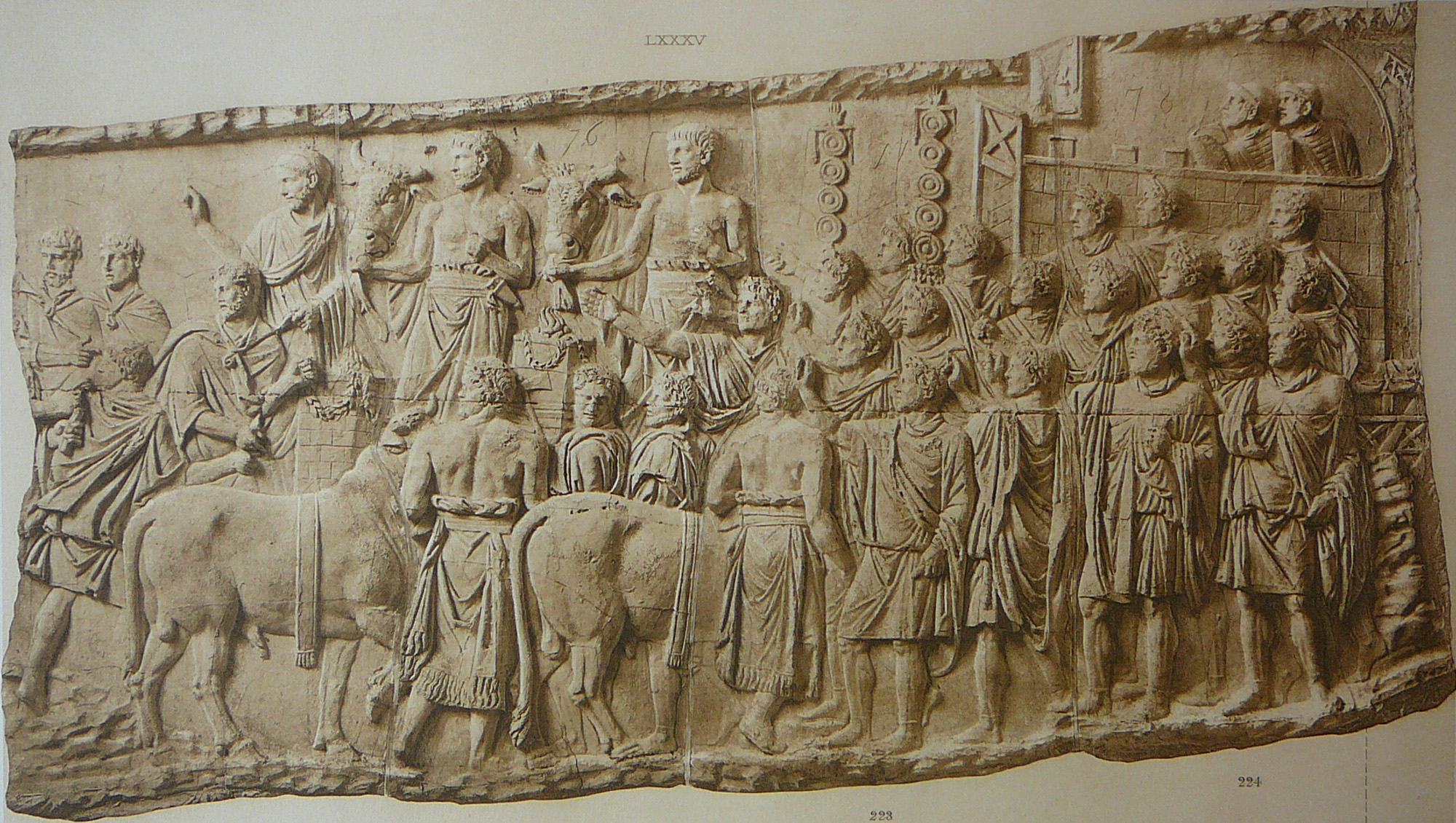
n.62: ancora Ancona.
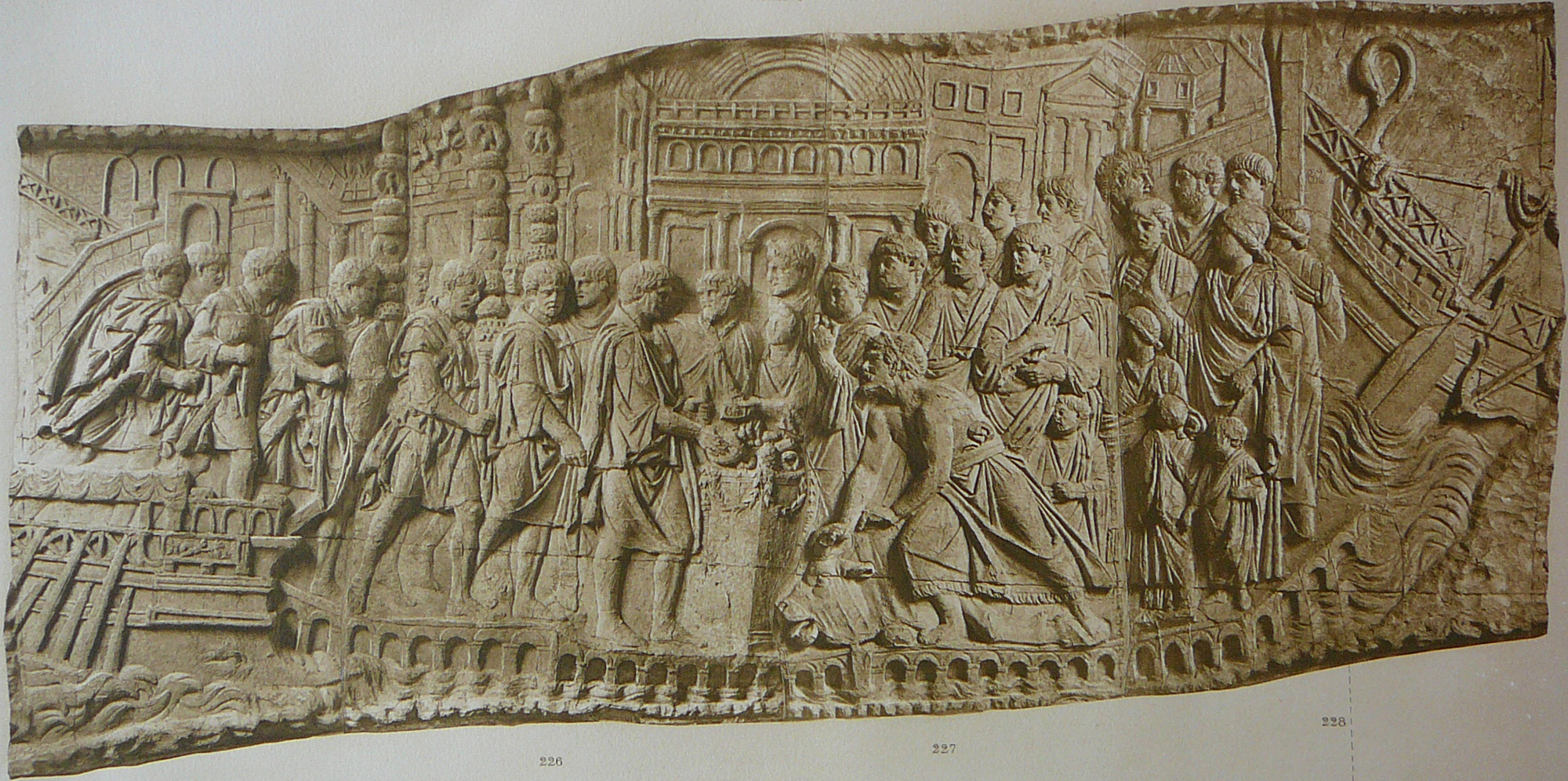
n.63: quarta tappa, forse Aquileia (?). La marcia continuerà fino al Danubio, percorrendo la via Gemina fino a Singidunum.

L'Impero tra il 165 e il 189 (al tempo di Marco Aurelio e del figlio Commodo) venne afflitto da una pestilenza, probabilmente un'epidemia di vaiolo, conosciuta con il nome di "peste antoniniana" o "peste di Galeno", che durò circa 15 anni e secondo certe fonti sterminò un'ingente percentuale della popolazione imperiale (le cifre, però, sono oggetto di discussione tra gli storici). Secondo alcuni si trattò di uno di quegli eventi che cambiarono profondamente la storia romana, determinando quasi una rottura epocale con il periodo precedente.
La città di Aquileia vide, a partire dal 168 al 170, ammassarsi nel suo territorio immense quantità di truppe, e il timore che questo assembramento potesse trascinarsi dietro il pericoloso morbo si rivelò presto fondato. Nella primavera del 168 l'imperatore Marco Aurelio e Lucio Vero decidono di recarsi nella zona danubiana per raggiungere Carnunto; Aquileia divenne così la prima tappa, dove lo stato maggiore imperiale era composto dal prefetto del pretorio Tito Furio Vittorino, Pomponio Proculo Vitrasio Pollione, Daturnio Tullo Prisco, Claudio Frontone, Avvento Antistio. I due imperatori giunti ad Aquileia e preoccupati per l'epidemia che intanto aveva già provocato la morte del prefetto Furio Vittorino inviano una lettera a Galeno richiedendolo quale medico personale per la campagna germanica. Finita l'estate dello stesso anno Marco Aurelio si ritira dalla campagna militare con le sue truppe per svernare ad Aquileia. Qui fu raggiunto da Galeno proprio con lo scoppio dei primi casi di peste in città. La sempre maggiore diffusione di casi di peste ad Aquileia indusse gli imperatori a decidere di ritirarsi con la sola scorta personale a Roma; Lucio Vero, che aveva sollecitato questa partenza a causa dei suoi continui malesseri, morì poco dopo ad Altino, colpito da apoplessia (gennaio 169). La città infine nel 170 fu assediata da una coalizione di genti germaniche proveniente dai territori a nord del Danubio, che attraverso la via dell'ambra raggiunse l'Italia settentrionale. Opitergium a quel tempo priva di mura fu distrutta, non Aquileia che doveva averne ancora.

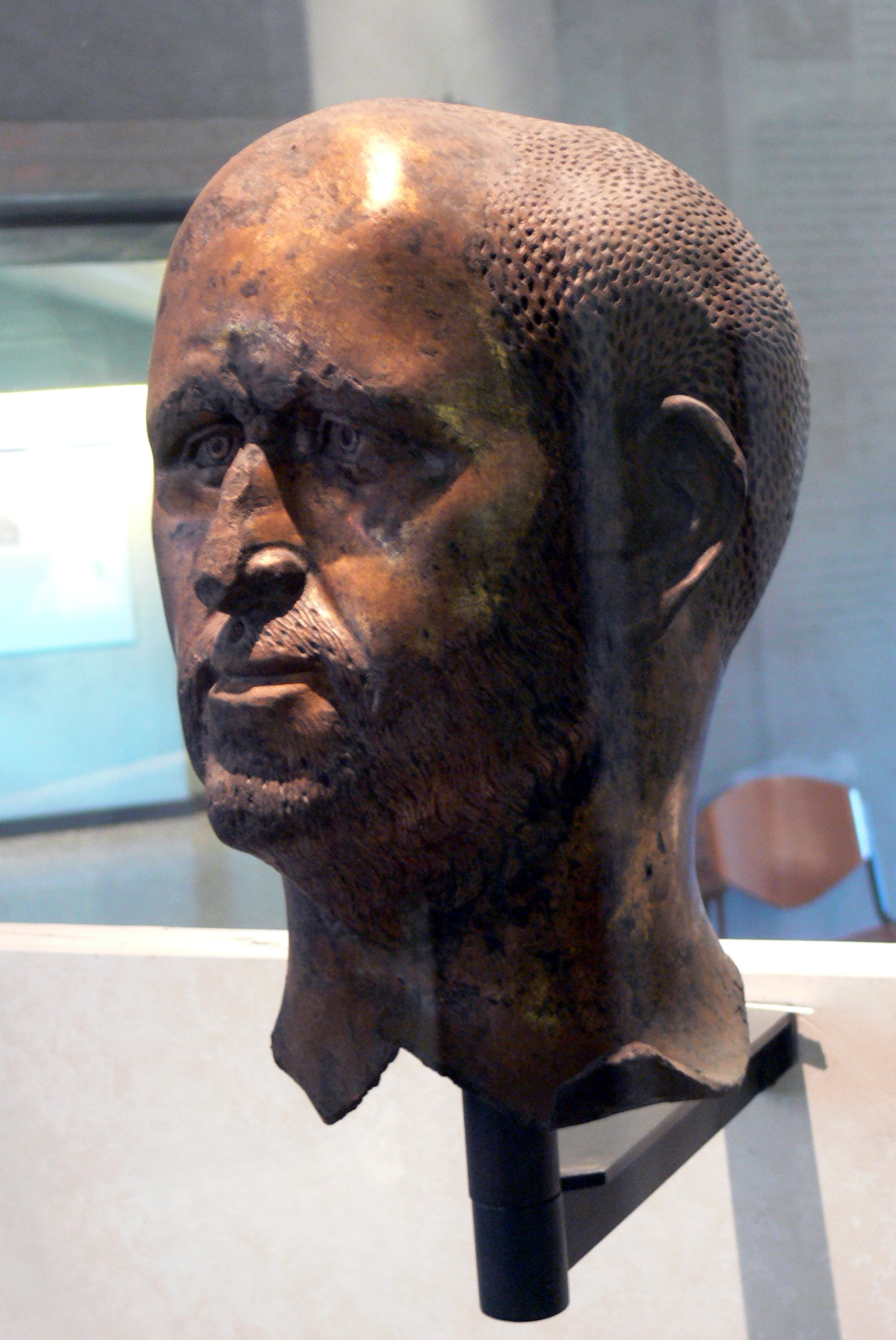
Busto bronzeo forse di Massimino il Trace, il quale trovò la morte presso la città di Aquileia (Museo archeologico cittadino).

Gli apprestamenti difensivi, potenziati fra il II e il III secolo, le permisero di superare gli assedi dei Quadi e dei Marcomanni (170), e dell'imperatore Massimino il Trace, che in seguito all'elezione a suo discapito da parte del Senato romano degli imperatori Pupieno e Balbino che accettarono Gordiano III come Cesare, scese in Italia dalla Pannonia con l'esercito (nel 238). Quando l'esercito di Massimino giunse in vista di Aquileia, posta all'incrocio di importanti vie di comunicazione e deposito dei viveri e dell'equipaggiamento necessari ai soldati, la città chiuse le porte all'imperatore, guidata da due senatori incaricati dal Senato, Rutilio Pudente Crispino e Tullio Menofilo. Massimino prese allora una decisione fatale: invece di scendere rapidamente sulla capitale con un contingente, marciò su Emona, che occupò, e mise personalmente sotto assedio la città di Aquileia, permettendo ai suoi avversari di organizzarsi: Pupieno raggiunse infatti Ravenna, da cui diresse la difesa della città assediata.
Sebbene il rapporto di forze fosse ancora a vantaggio di Massimino, il prolungato assedio, la penuria di viveri e la rigida disciplina imposta dall'imperatore causarono a quest'ultimo l'ostilità delle truppe. Soldati della Legio II Parthica strapparono le sue immagini dalle insegne militari per segnalarne la deposizione, poi lo assassinarono nel suo accampamento, assieme al figlio Massimo ed ai suoi ministri (10 maggio 238).
Le loro teste, tagliate e poste su pali, furono portate a Roma da messaggeri a cavallo, mentre i corpi di padre e figlio furono mutilati e dati in pasto ai cani, una poena post mortem. Il Senato elesse imperatore il tredicenne Gordiano III e ordinò la damnatio memoriae per Massimino.
Nel 259-260, al tempo dell'Imperatore Gallieno, una nuova incursione germanica (forse di Marcomanni), raggiunse Ravenna prima di essere fermata, proprio mentre l'imperatore Valeriano era impegnato sul fronte orientale contro i Sasanidi di Sapore I. È evidente che l'orda di barbari passò ancora una volta nei pressi di Aquileia. Una decina di anni più tardi (nel 270), Claudio il Gotico, poco prima di morire di peste, aveva lasciato ad Aquileia un presidio di truppe al comando del fratello Quintillo, al quale il Senato conferì la carica imperiale, una volta giunta la notizia della scomparsa del fratello. Saputo della morte di Claudio e della nomina di Quintillo, Aureliano concluse rapidamente la guerra contro i Goti in Tracia e nelle Mesie, ponendo fine agli assedi di Anchialus, nei pressi della moderna Pomorie in Bulgaria sul Mar Nero, e di Nicopolis ad Istrum, per accorrere a Sirmio, dove fu acclamato imperatore: a questa notizia Quintillo, che era rimasto ad Aquileia, abbandonato dai suoi stessi soldati, preferì suicidarsi. Morto poi Aureliano nel 275, si racconta che, una volta eletto nuovo Imperatore, Marco Claudio Tacito, il Senato di Roma inviò notizia alle città più importanti di tutto l'Impero. Tra queste c'era Aquiliea, oltre a Mediolanum, Antiochia, Tessalonica, Atene, Corinto ed Alessandria d'Egitto.

### Archeologia di Aquileia alto imperiale
A partire dal 15 a.C. in seguito alla conquista dell'arco alpino orientale, fu iniziata la costruzione della Via Claudia Augusta, che collegava la Venetia alle rive del Danubio, in Norico (pressappoco l'attuale Baviera), attraverso il Brennero o il passo di Resia. Fu realizzata da Druso maggiore figliastro e generale dell'imperatore Augusto; più tardi ampliata ed ultimata dal figlio ed imperatore Claudio nel 47 d.C.. Questa via metteva in comunicazione il mondo latino con il mondo germanico, e sulla stessa confluivano altre importanti arterie stradali romane: è il caso della via Annia (che univa Adria ad Aquileia), della via Popilia (che collegava Altino e Rimini), della via Aurelia (tra Padova e Feltre passando per Asolo) e della via Postumia (la strada consolare che da Genova arrivava ad Aquileia). Negli anni successivi (attorno al 14 a.C.) fu iniziata anche la Via Gemina che collegava Aquileia con Emona, seguendo il primo tratto della via dell'ambra. Questa via sembra sia stata costruita dalla Legio XIII Gemina che in questi anni si trovava nei pressi della città della Venetia et Histria.
Dalla metà del I secolo d.C. la città cominciò ad essere dotata di strutture in pietra lungo il porto fluviale ad est della città (in precedenza le strutture erano di legno), ricavato da un allargamento artificiale del Natissa, e delle relative installazioni portuali, ancora in legno; verso la fine del secolo, il porto venne ricostruito in pietra.
Risalirebbe invece sia la collocazione attuale, sia la struttura del foro romano di Aquileia alla fine del II-inizi del III secolo. Le misure sembra fossero di 115 metri x 57 metri, secondo uno studio di Giovanni Battista Brusin del 1934. Il continuo ampliamento della città portò alla costruzione di nuove ed imponenti mura nella parte meridionale ed occidentale, prima al tempo di Massimino il Trace, poi di Flavio Claudio Giuliano e Teodosio I.

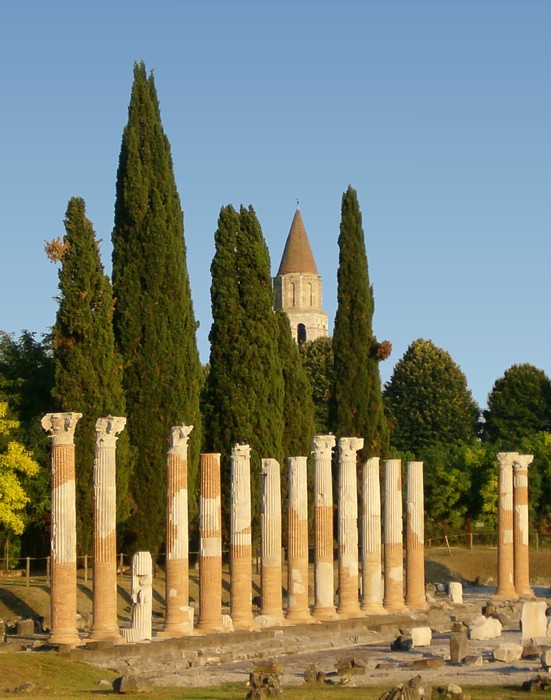
Il Foro romano (1)
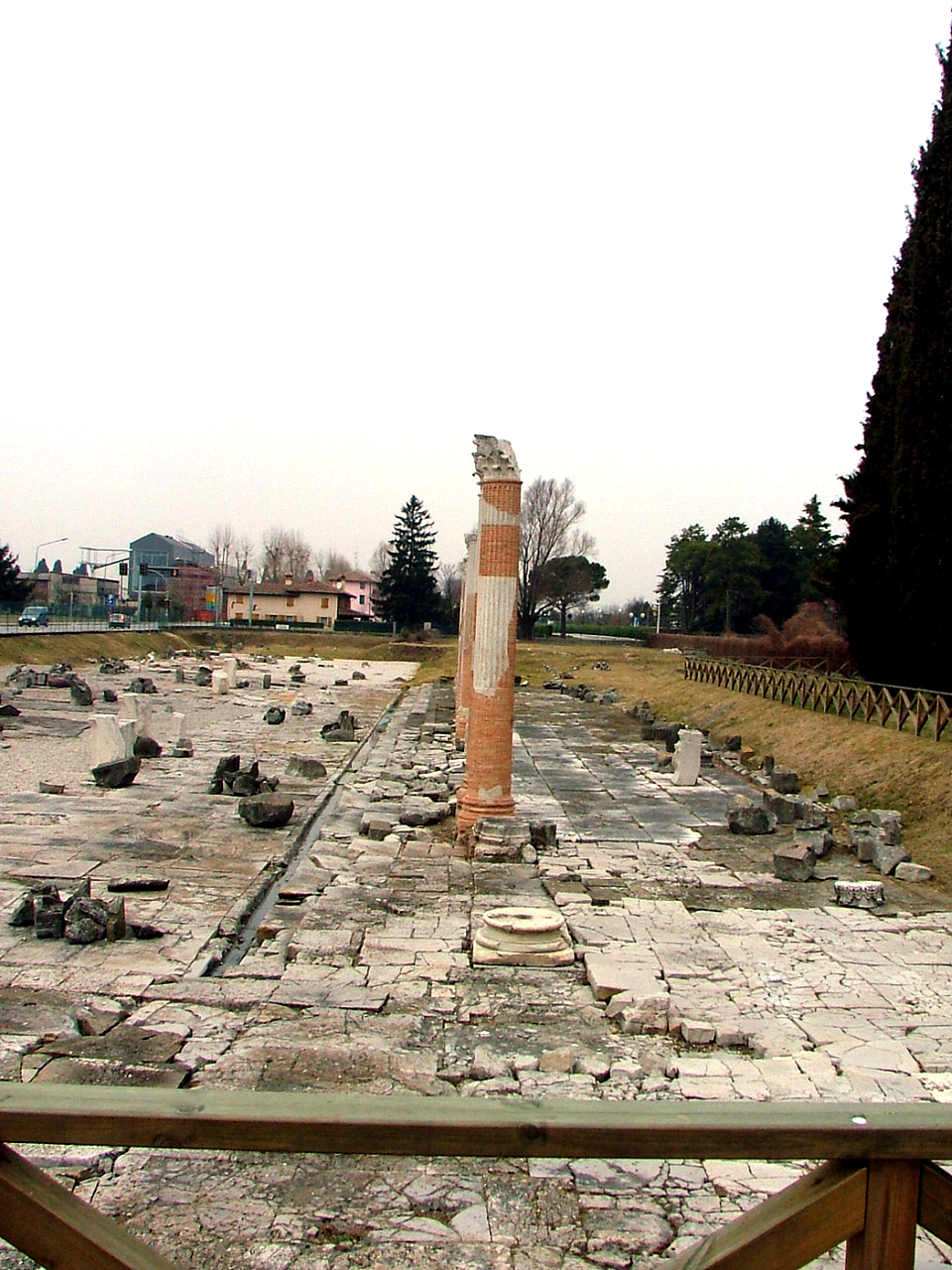
Foro romano (2)
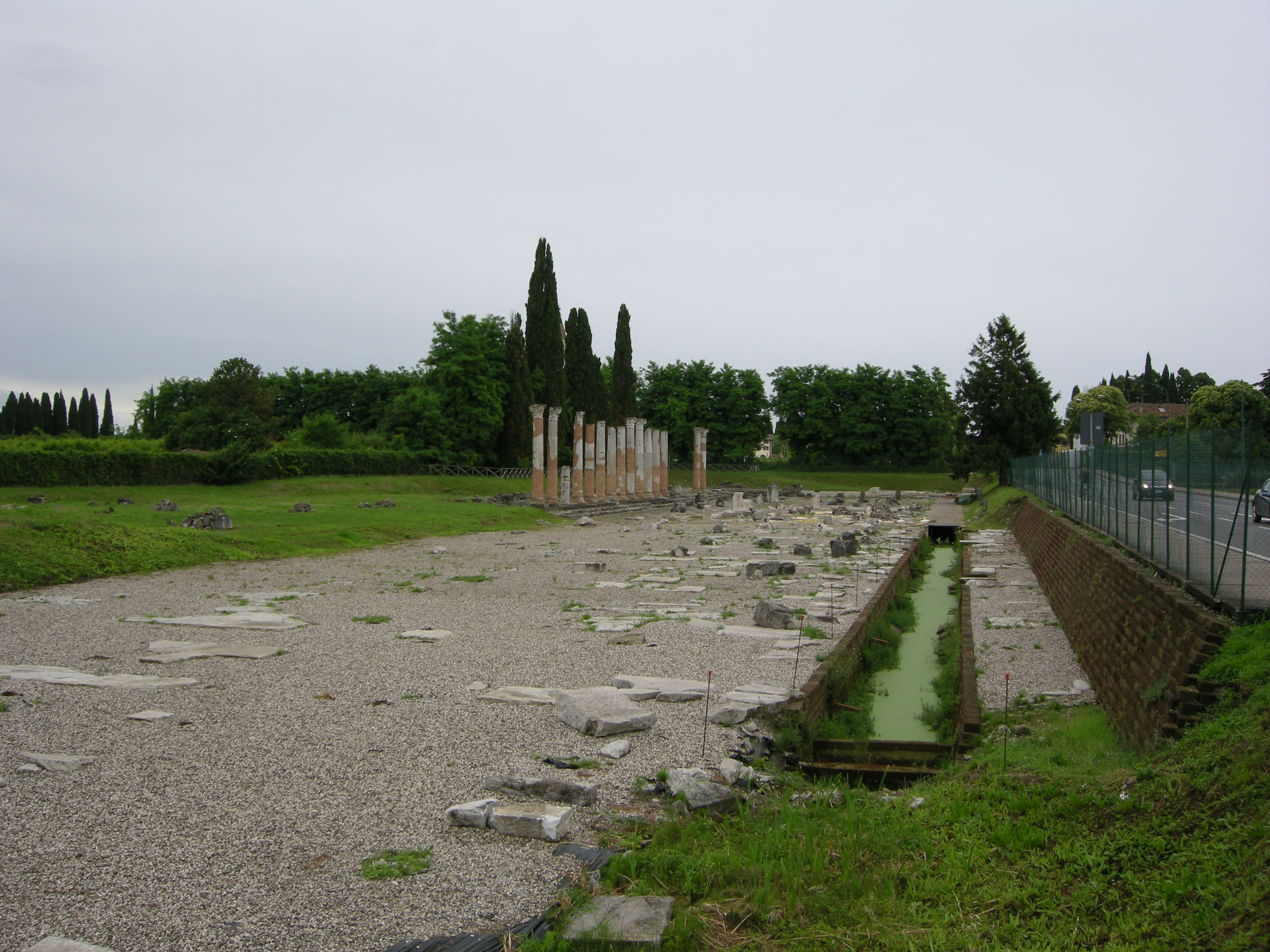
Foro romano (3)
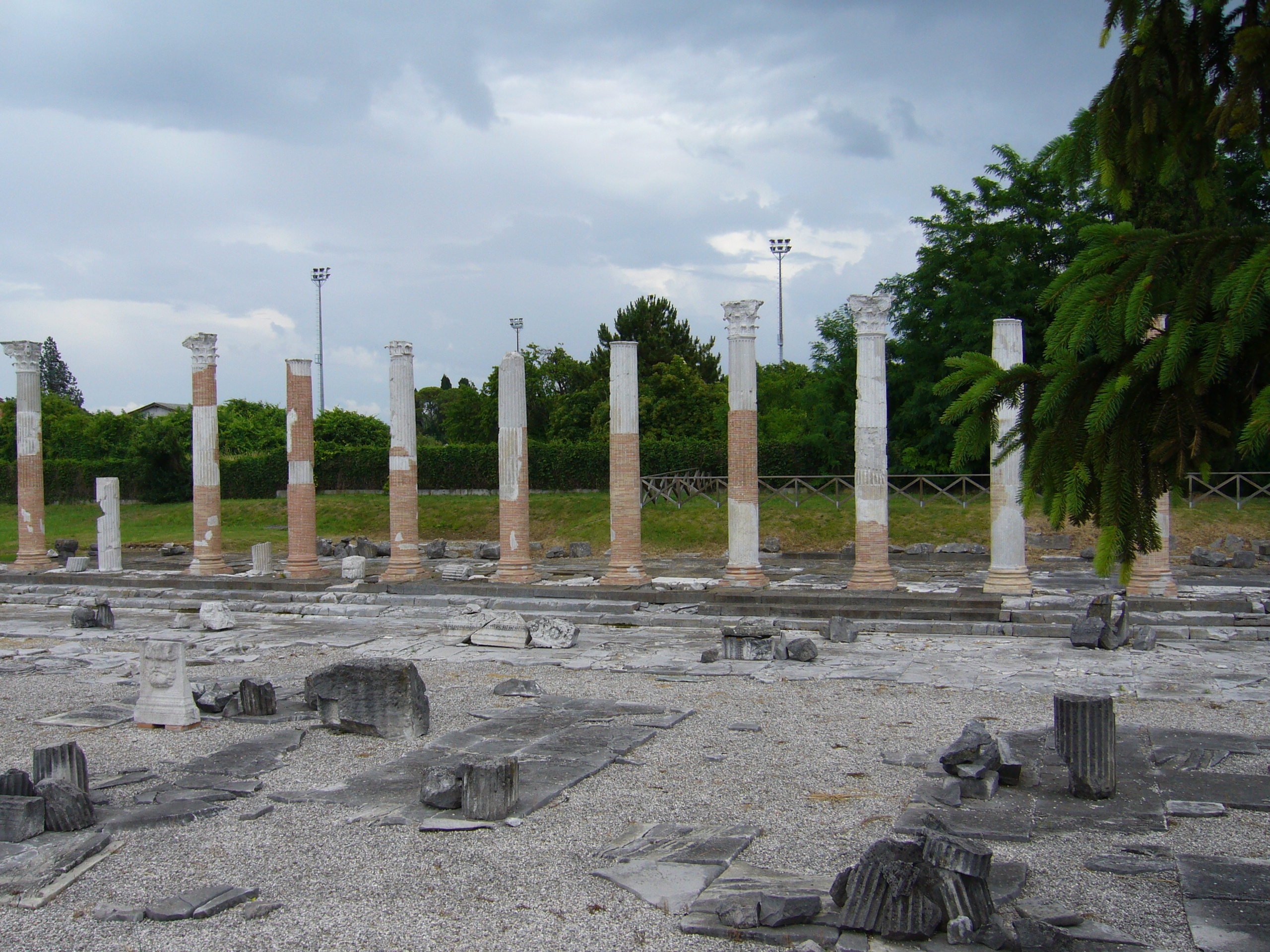
Foro romano (4)
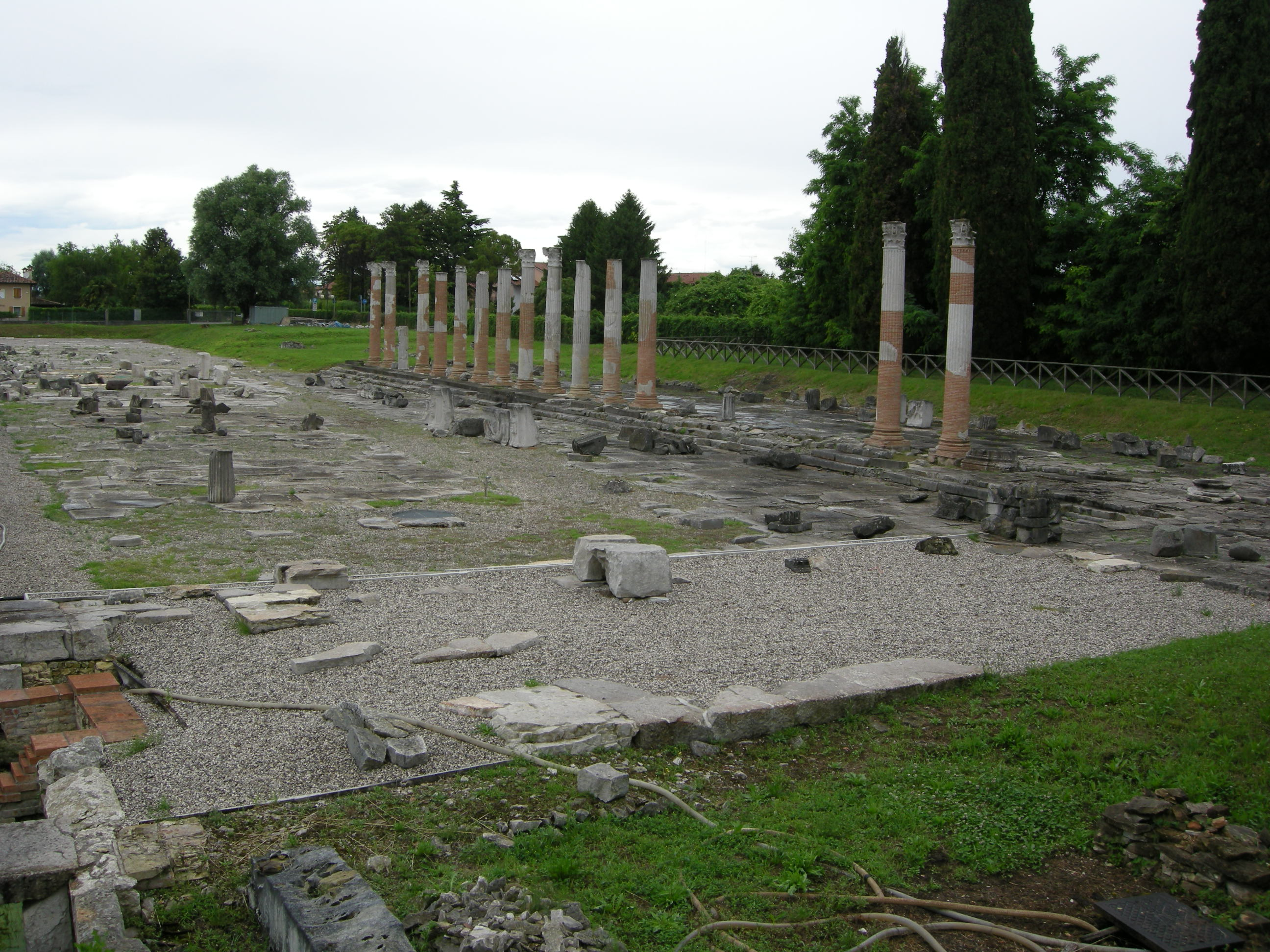
Foro romano (5)

## Periodo tardo imperiale (286-452)

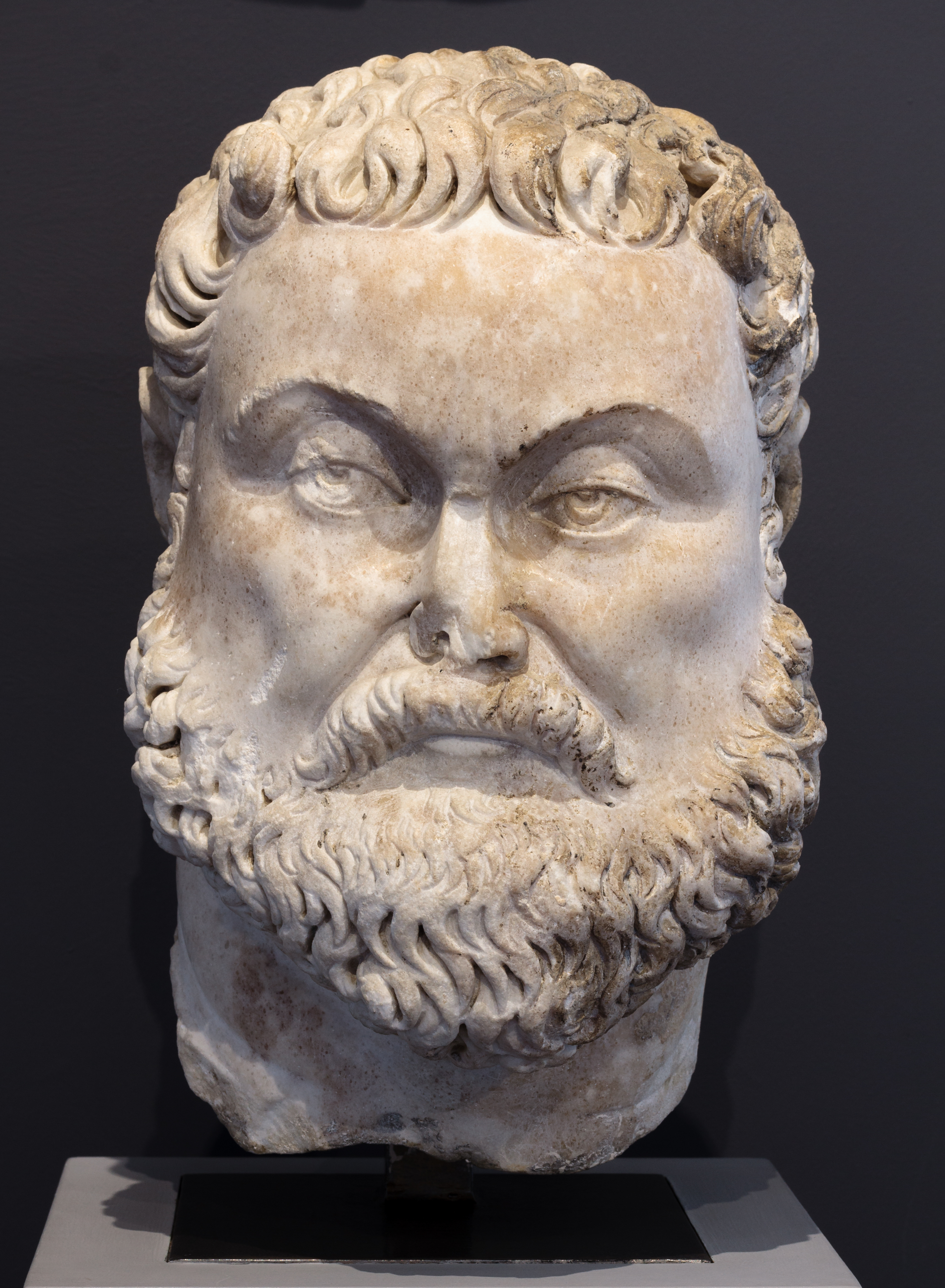
Ritratto di Massimiano (Museo Saint-Raymond di Tolosa.

Massimiano, una volta divenuto Augusto d'Occidente, preferì utilizzare due capitali: Aquileia (che Ausonio definisce la nona città dell'Impero), più ad est, quale porto fluviale-marittimo sull'Adriatico e retrovia militare, vista la sua vicinanza al limes dei Claustra Alpium Iuliarum; Mediolanum, invece più ad ovest, era posizionata a guardia dei passi a nord dei grandi laghi alpini. In queste due sedi fece, quindi, erigere strutture e palazzi imperiali di grandi dimensioni, lasciando principalmente la cura della difesa del limes renano a Costanzo.
Nel 312, durante la guerra civile, Costantino I, ormai sospettoso nei confronti di Massenzio, riunito un grande esercito, mosse alla volta dell'Italia attraverso le Alpi, e dopo aver sconfitto due volte consecutive le armate di Massenzio, presso Torino e Brescia, pose sotto assedio ed occupò, prima Verona e poi Aquileia, sottomettendo l'intera Italia settentrionale. Poco dopo marciò su Roma, dove vinse definitivamente l'esercito di Massenzio poco a nord della Città eterna, nella decisiva battaglia di Ponte Milvio, il 28 ottobre del 312. Con la morte di Massenzio, tutta l'Italia passò sotto il controllo di Costantino, mentre la guardia pretoriana ed i Castra Praetoria furono soppressi.
Per tutto il prosieguo del IV secolo si intensificarono le presenze imperiali ad Aquileia, e molti scontri sanguinosi risolsero contese fratricide come quella tra Costantino II e Costante I nel 340; o tra Costanzo II e Magnenzio nel 351-352; o episodi di usurpazione: Teodosio I vi sconfisse Magno Massimo (nel 388); Valentiniano III vi uccise Giovanni Primicerio nell'Ippodromo (nel 425).

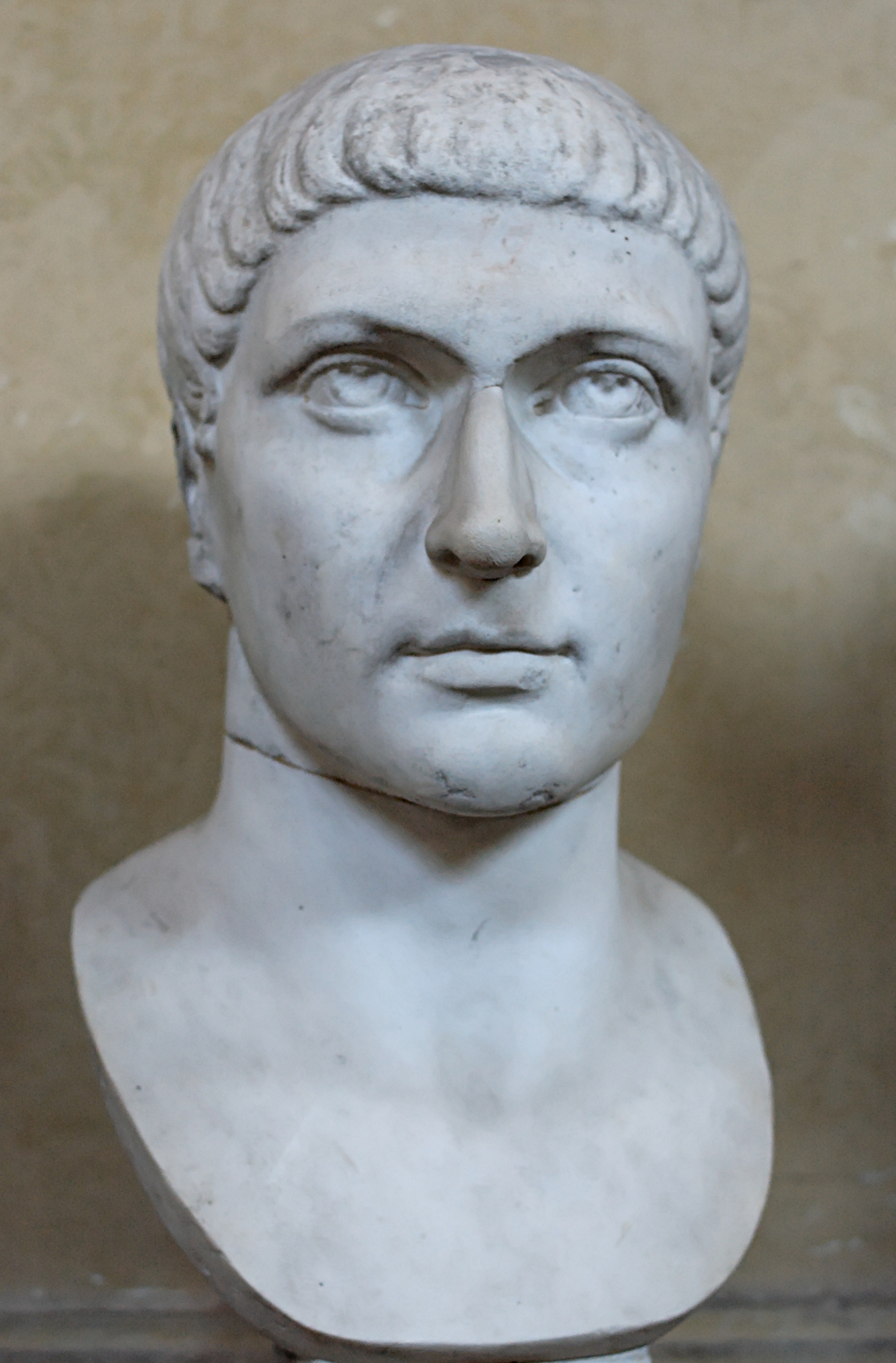
Ritratto di Costantino I (Museo Chiaramonti).

Aquileia esercitò, inoltre, una nuova funzione morale e culturale con l'avvento del Cristianesimo che, secondo la tradizione, fu predicato dall'apostolo san Marco, ed il cui sviluppo fu in ogni caso fondato su una serie di vescovi, diaconi e presbiteri che subirono il martirio. I primi furono Ermagora e Fortunato (circa 70 d.C.). Nativo di Aquileia dovrebbe essere stato papa Pio I (m. 154). Altri martiri della chiesa aquileiese furono, nel III secolo, Ilario e Taziano (m. 284). Agli inizi del IV secolo furono martirizzati Crisogono, Proto e i fratelli Canzio, Canziano e Canzianilla, il culto dei quali trovò ampia diffusione in tutti i territori della Diocesi di Aquileia, dal Veneto all'Istria, dalla Carinzia alla Slovenia. Nel 313 l'imperatore Costantino pose fine alle persecuzioni. Col vescovo Teodoro (m. 319 circa) sorse un grande centro per il culto composto da tre aule splendidamente mosaicate, ciascuna delle quali conteneva oltre 2 000 fedeli.
Tra il 317 ed il 323 quando Licinio dovette cedere a Costantino I l'Illirico, Costantino potenziò le flotte sull'Adriatico ed Egeo, rafforzando i porti marittimi di Aquileia, Pireo e Tessalonica (ex-capitale di Galerio), con la costruzione di arsenali, cantieri navali, oltre a migliorare l'armamento delle squadre navali.
Nel 340 Costantino II attese che il fratello Costante I si recasse in una provincia che fosse fedele a Costantino stesso e scese in Italia con un esercito, col pretesto di dirigersi sul fronte orientale (gennaio-febbraio); Costante, che si trovava all'epoca in Dacia, venne a sapere delle intenzioni del fratello e gli inviò contro una forza in grado di rallentarlo prima dell'arrivo del giovane augusto col resto dell'esercito. I generali di Costante finsero un attacco su Aquileia per poi ritirarsi e tendere una serie di imboscate a Costantino che li inseguiva; in occasione di una di queste, nei pressi di Cervenianum all'inizio del mese di aprile, circondarono gli uomini di Costantino uccidendone molti, tra cui Costantino stesso, il cui corpo fu gettato nel fiume Alsa. Nel 345 Costante trascorre alcuni mesi nella città, incontrando Atanasio di Alessandria. Alcuni anni più tardi, Costanzo II passò l'inverno 351/352 a Sirmio, poi riprese la campagna scacciando Magnenzio da Aquileia e forzandolo a tornare in Gallia. Nel 361 Flavio Claudio Giuliano inviò la guarnigione di Sirmio in Gallia, ma lungo strada, fermandosi ad Aquileia, si ribellò, assediata dalle forze di Gioviano. Giuliano invece proseguì perso Oriente, insieme con l'esercito di Nevitta, per Naisso in Mesia, e di qui in Tracia, pronto allo scontro con Costanzo II.
I vescovi di Aquileia crebbero di importanza nei secoli seguenti, dando un vigoroso contributo allo sviluppo del cristianesimo occidentale, sia sotto il profilo dottrinario (celebre e decisivo per la lotta contro l'arianesimo il concilio del 381, che interessò tutte le chiese d'Occidente) sia per l'autorità esercitata (fu metropoli per una ventina di diocesi in Italia e una decina oltre le Alpi). Pochi anni più tardi, nel 387, Magno Massimo pensando di deporre Valentiniano II, attraversò le Alpi arrivando a minacciare Aquileia.; mentre l'anno successivo (nel 388), Teodosio I mosse guerra a Magno Massimo, che fu sconfitto prima a Siscia (oggi Sisak), poi nella battaglia della Sava a Poetovio (odierna Ptuj in Slovenia), ed infine ad Aquileia.
Aquileia fu assediata e occupata durante le ripetute incursioni di Alarico del 401 e del 408. Si racconta che circa quindici anni più tardi, Valentiniano III, dopo essere stato fidanzato alla figlia di Teodosio I, Licinia Eudossia, fu inviato in Occidente con un forte esercito, al comando del magister militum Ardaburio e di suo figlio Aspare, e sotto la tutela della madre Placidia, che agiva da reggente per il figlio di cinque anni; mentre era in viaggio, a Tessalonica, fu nominato cesare da Elione, il 23 ottobre 424. Dopo aver svernato acquartierandosi ad Aquileia, l'esercito romano d'Oriente si mosse verso Ravenna, dove si trovava Giovanni; la città cadde dopo quattro mesi di assedio, per il tradimento della guarnigione, e Giovanni fu catturato, deposto e ucciso (giugno o luglio 425).
Aquileia non resistette infine ad Attila che in seguito all'incidentale crollo di un muro della fortificazione riuscì a penetrare nella città devastandola (18 luglio del 452) e, si dice, spargendo il sale sulle rovine, la prese costringendo i legionari che aveva fatto prigionieri a costruire macchine da assedio in uso presso i romani e massacrò o fece schiava gran parte della popolazione. Alla figura di Attila sono legate due leggende: una inerente al crollo delle mura di Aquileia ed un sogno premonitore grazie al quale Attila conquistò la città; l'altra sul tesoro di Aquileia, sepolto per evitare che fosse depredato. Da questo momento in poi Aquileia smise di essere roccaforte a protezione dell'Italia settentrionale, nella sua parte orientale, venendo così sostituita da Verona sull'Adige.

### Archeologia di Aquileia tardo imperiale

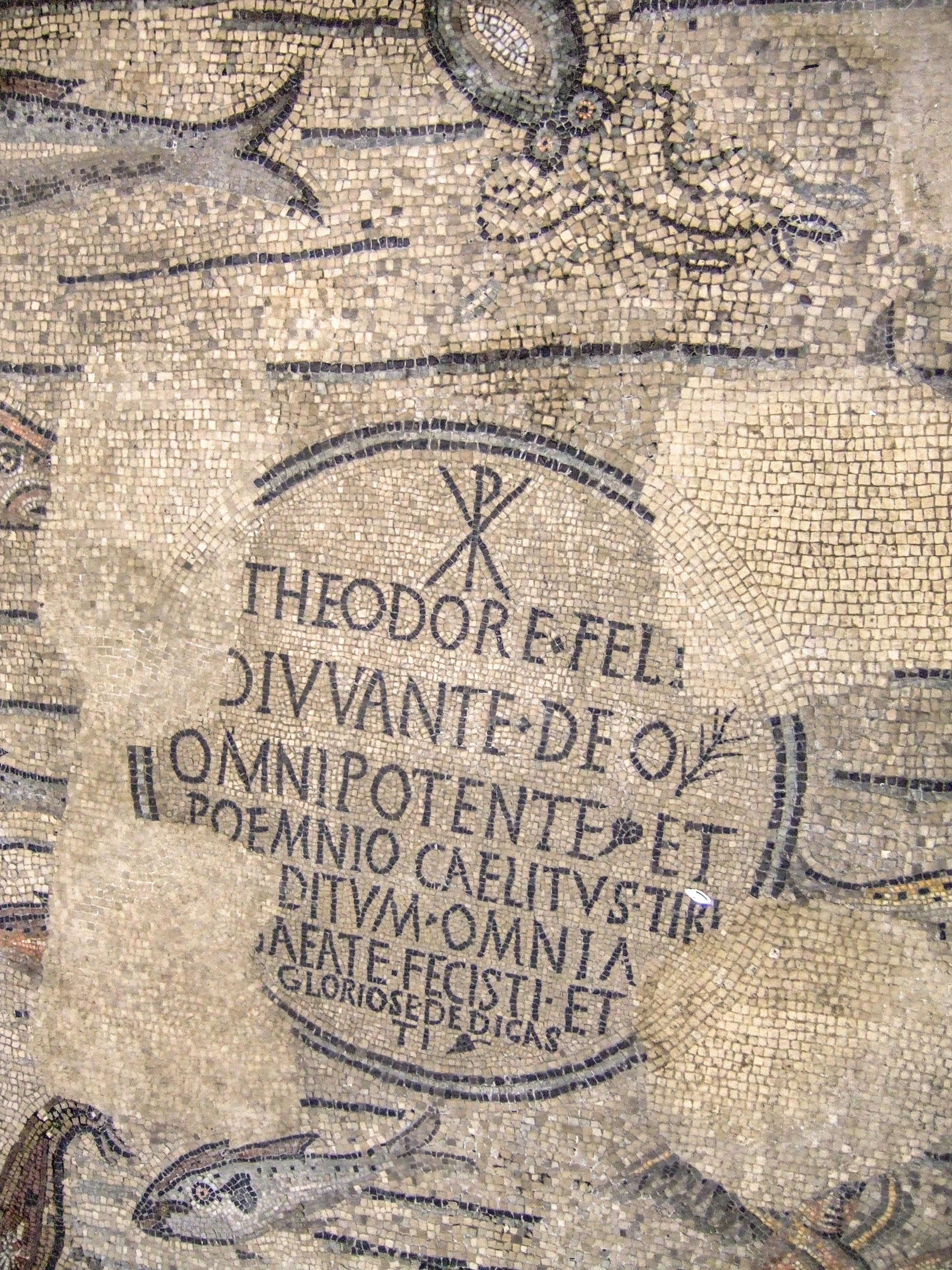
Mosaico con dedica al vescovo Teodoro

Nonostante la Crisi del III secolo, Diocleziano fonda la zecca di Aquileia e la città, grazie ai numerosi uffici e istituzioni autorevoli, risulta ancora essere, alla morte dell'Imperatore Teodosio I (395), la nona città dell'Impero e la quarta d'Italia, celebre per le sue mura e per il porto. Sappiamo, infatti, che al tempo della tetrarchia Aquileia divenne una delle capitali dell'Impero romano e che fu dotata di magnifiche strutture pubbliche e private per l'Augusto Massimiano. A partire dal 293 vi fu edificato un grande circo, collegato alla vicina residenza imperiale (posizionata ad est dell'impianto), oltre ad una zecca con tre officine (dal 294/296 al 425). Dopo la calata degli Unni di Attila e la conseguente devastazione, la città non si riprese più, tanto da ridursi nelle sue dimensioni fino a dimezzarsi, lungo l'asse nord-sud.
Risale invece agli inizi del IV secolo la costruzione della basilica Patriarcale. Fondata nel 313 dal vescovo Teodoro con il diretto appoggio dell'imperatore Costantino, gli edifici noti come aule teodoriane (i cui resti sono ancora visitabili nella navata dell'edificio attuale e sotto le fondamenta del campanile) costituiscono probabilmente il primo complesso pubblico di culto per i cristiani. Le aule poggiavano su preesistenti edifici romani (probabilmente degli horrea, vasti granai romani che di certo sorgevano nell'area presso la basilica) di cui presumibilmente vennero riutilizzate le mura perimetrali. Le due aule parallele (entrambe di circa 37x20 m) erano collegate tra loro da un vestibolo di 29x13 m, accanto al quale si trovava il primo battistero. Erano entrambe prive di abside, con sei colonne che sostenevano un soffitto a cassettoni riccamente decorato e una pavimentazione costituita da uno straordinario complesso musivo. L'aula nord costituiva probabilmente la chiesa vera e propria, mentre quella sud (posta dove sorge l'attuale basilica) era un catecumeneo, luogo in cui i battezzandi ricevevano l'istruzione cristiana e si preparavano all'ingresso nella comunità. La successiva fase della basilica risale alla metà del IV secolo, al tempo del vescovo Fortunaziano, con l'ampliamento dell'aula nord (73x31 m) e la creazione di nuove sale. La grande basilica, divisa in tre navate da ventotto colonne e priva di abside era collegata, attraverso il battistero, al catecumeneo e preceduta da un ampio chiostro (secondo uno schema riscontrabile anche nel contemporaneo complesso di Augusta Treverorum).

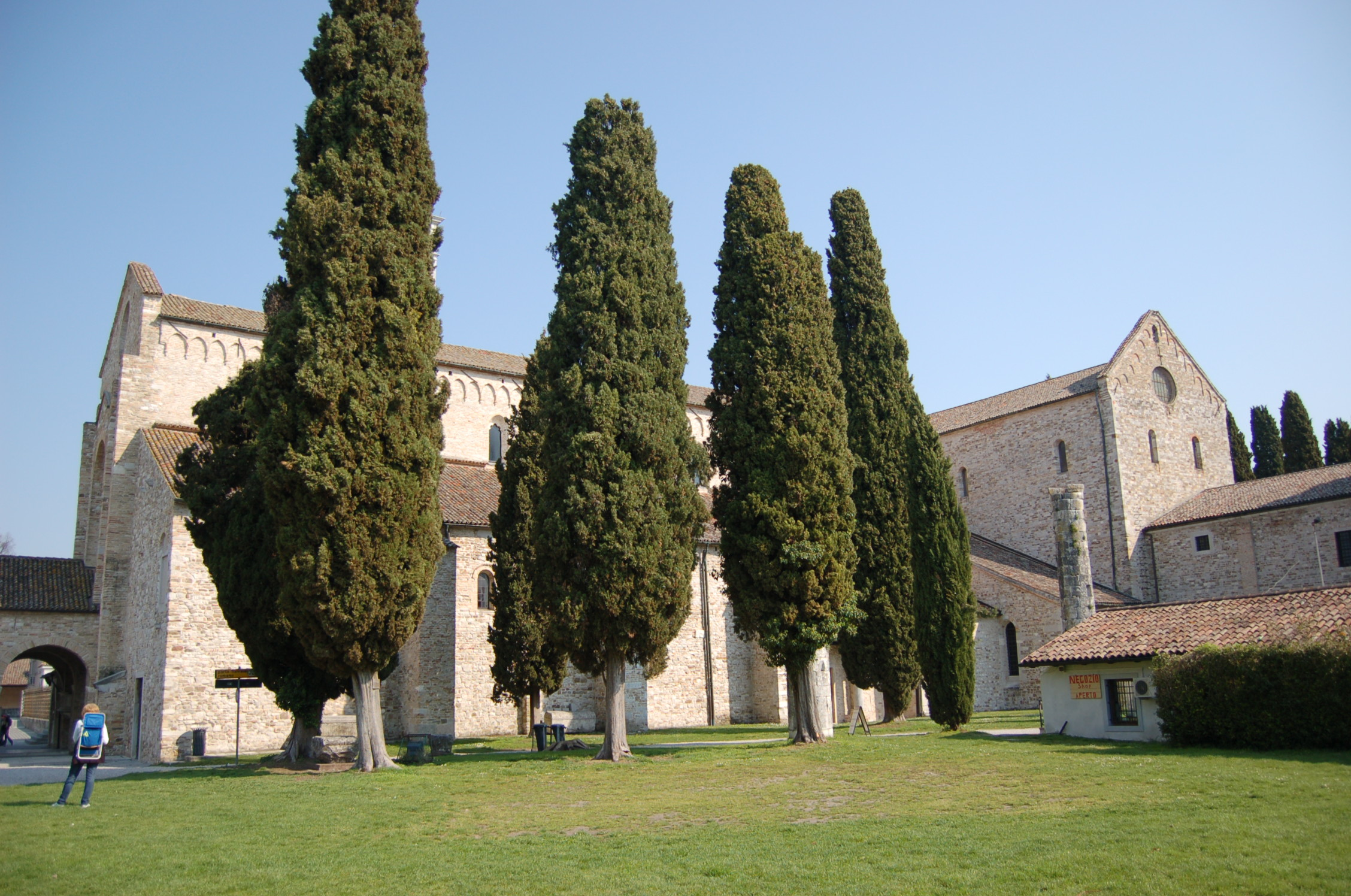
Area dove alcuni studiosi ipotizzano sia sorto il Palazzo imperiale di Massimiano, a fianco dell'attuale basilica di Santa Maria Assunta
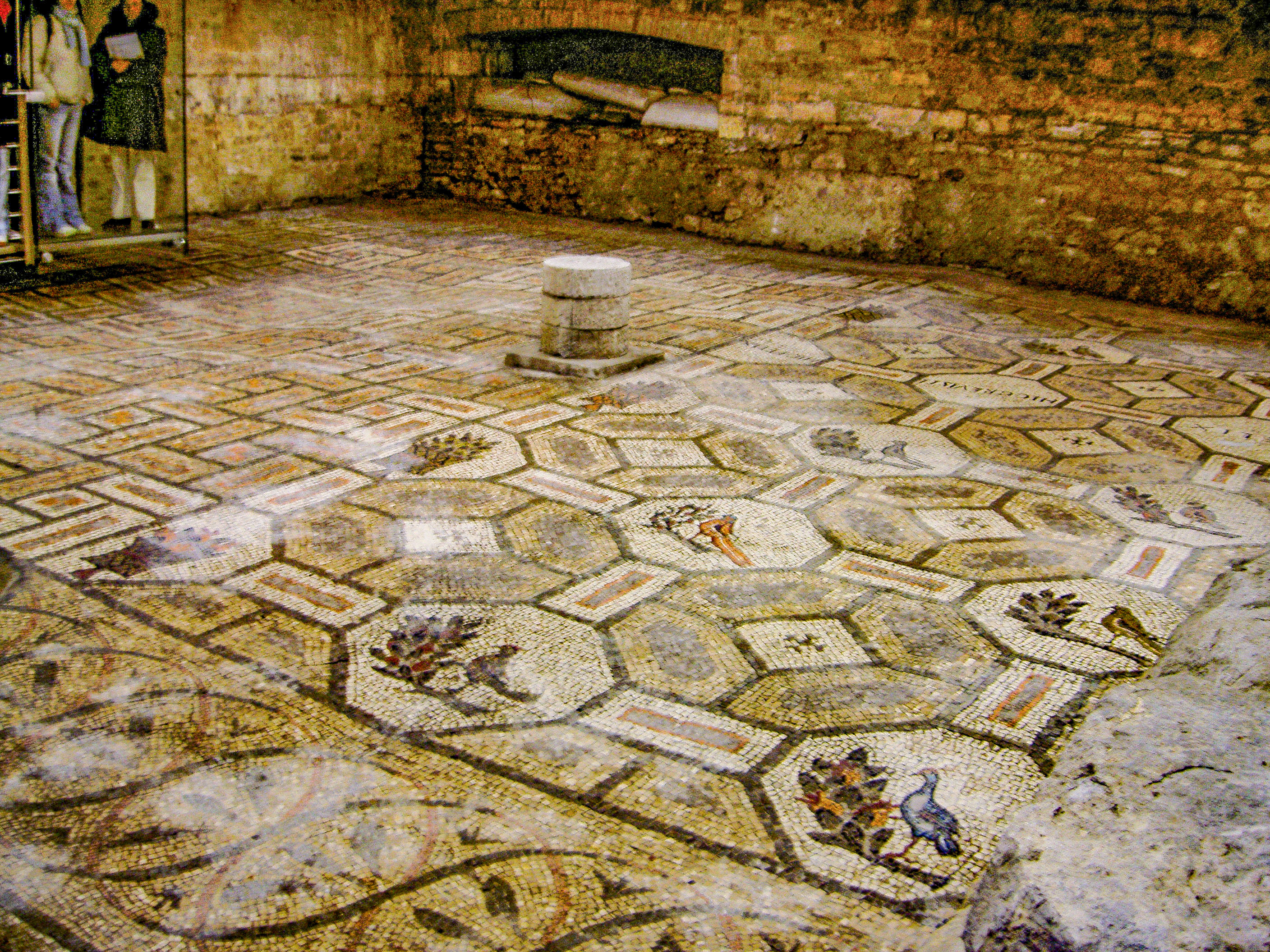
Cripta con gli antichi mosaici
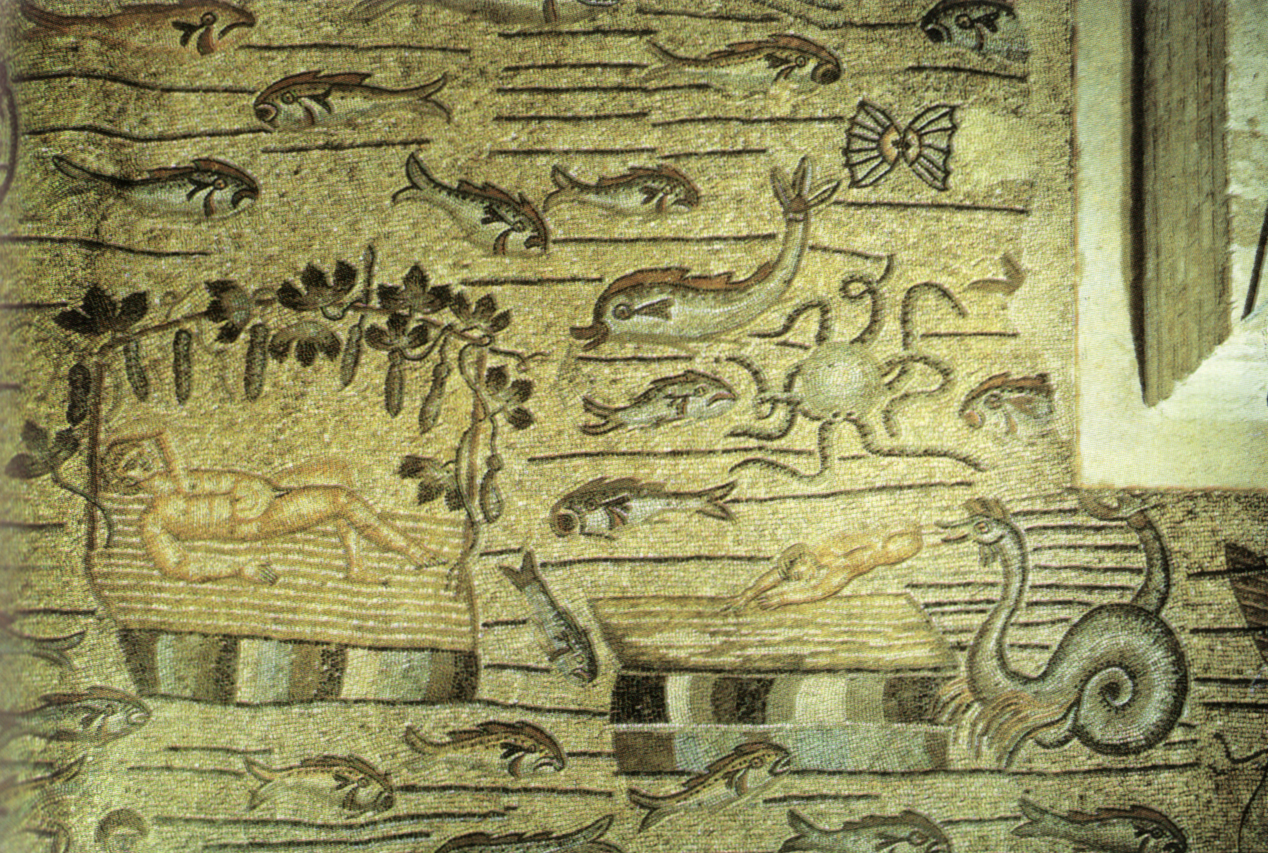
Storie di Giona
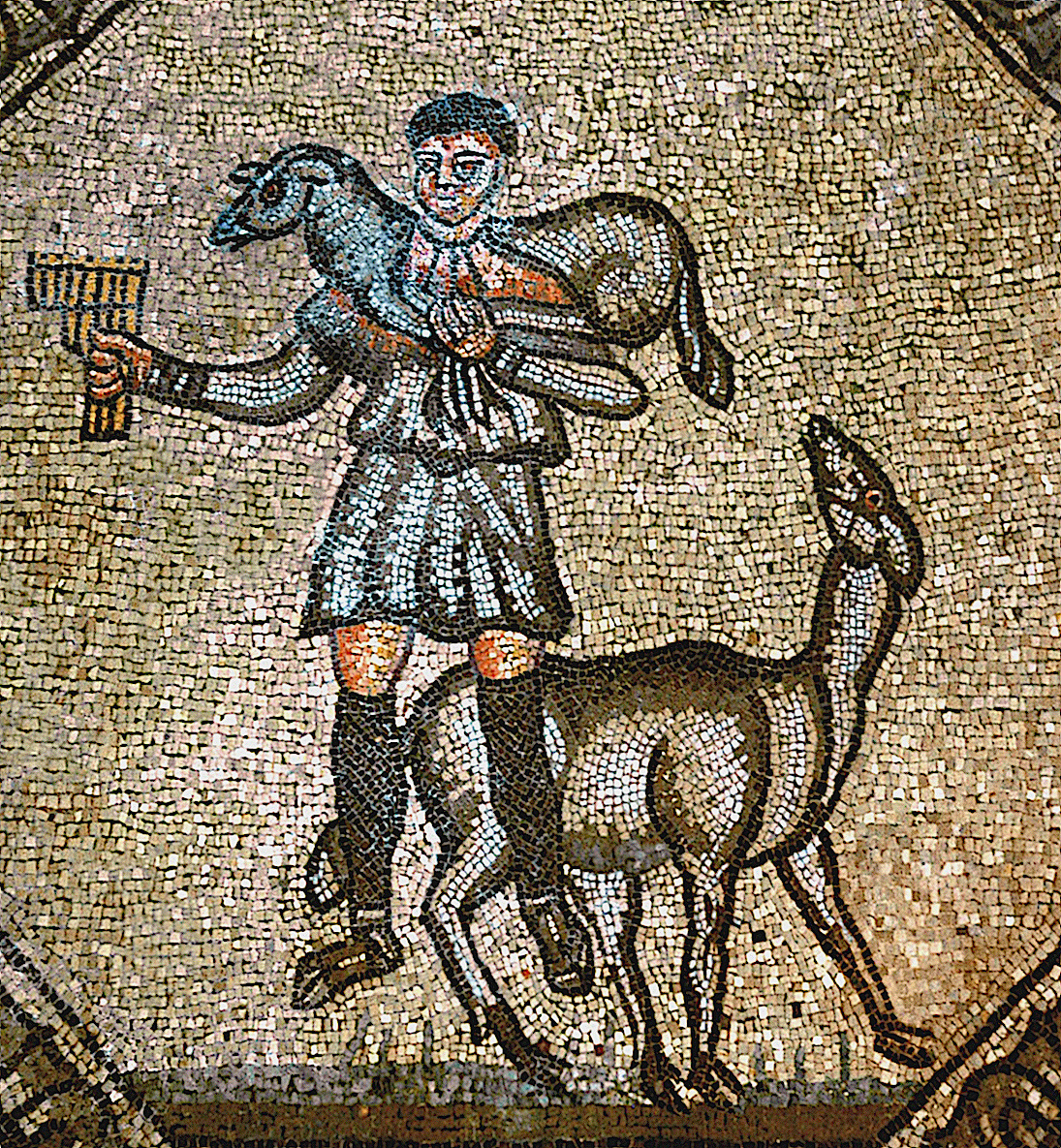
Buon Pastore
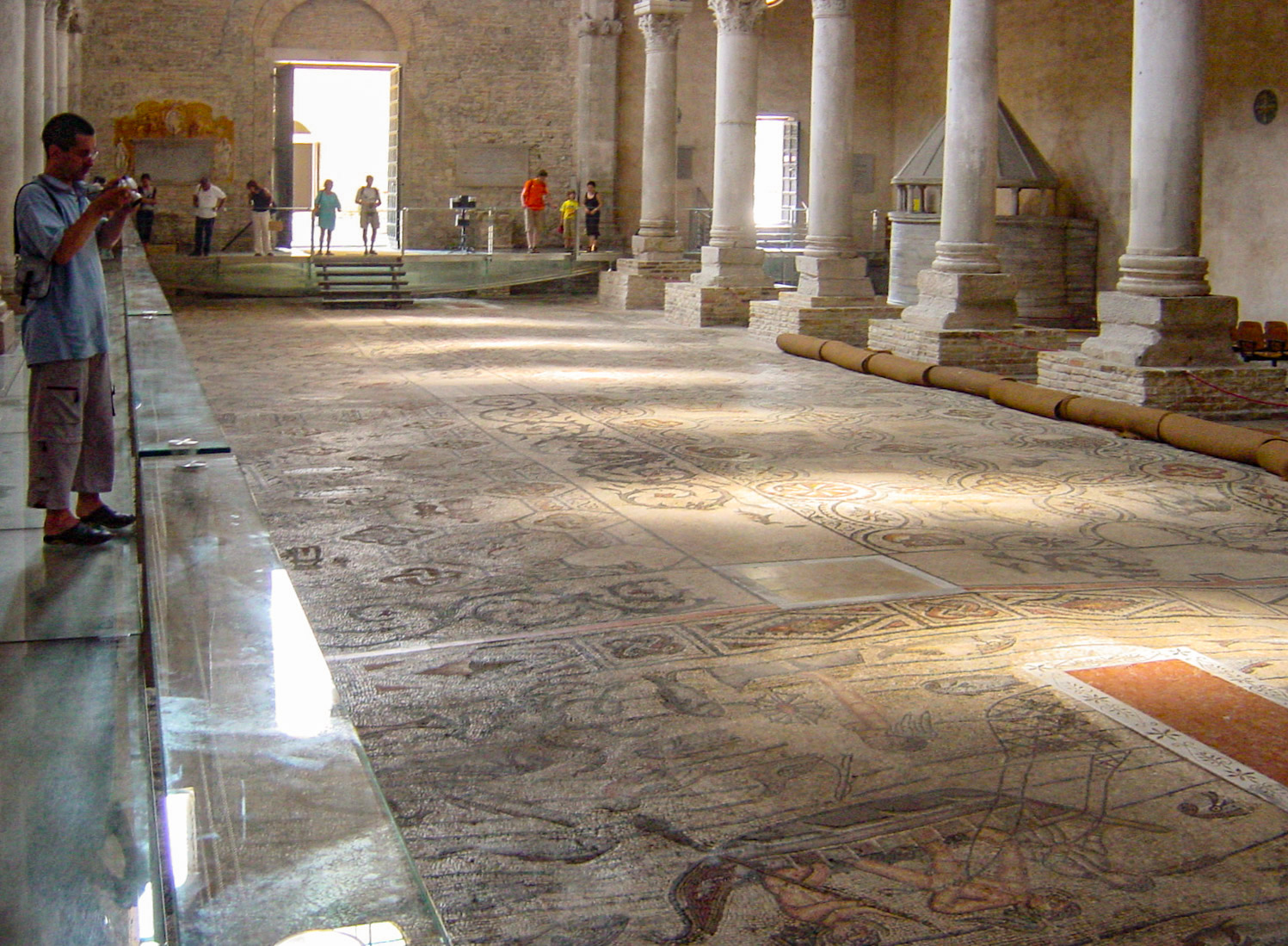
Interno, con vista del pavimento a mosaico.
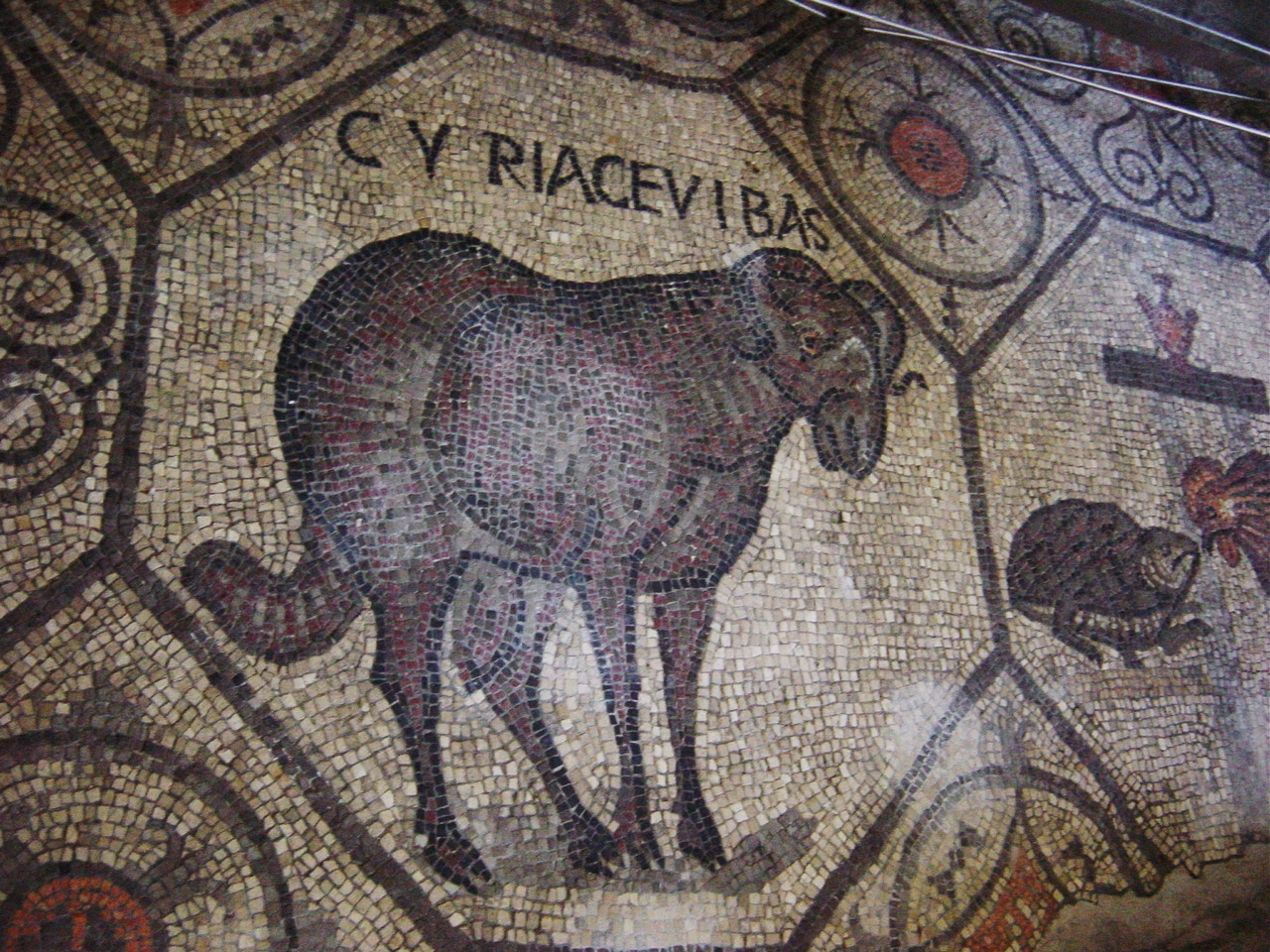
Mosaico paleocristiano.
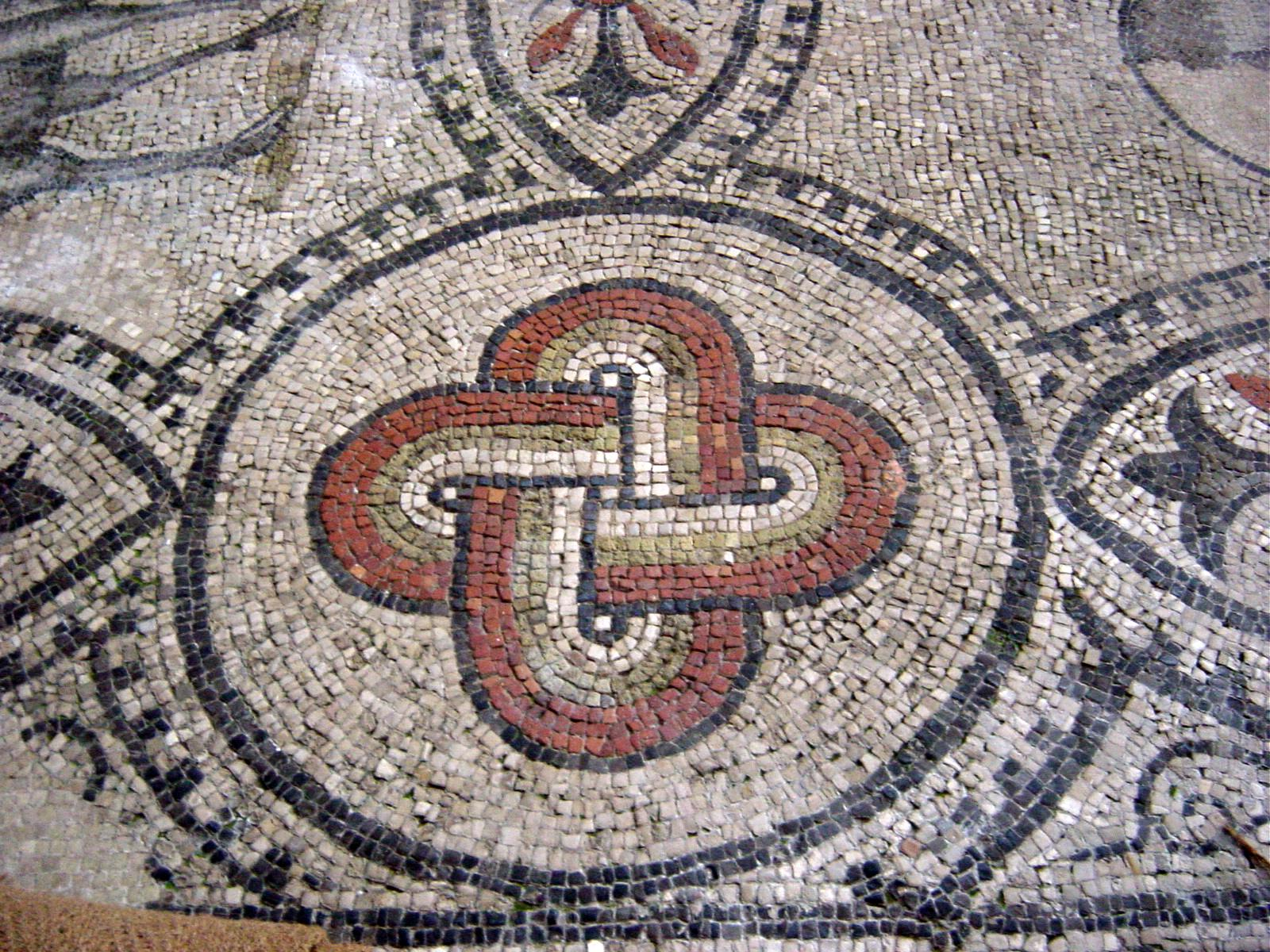
Mosaico.

## Conseguenze
Sopravvissero l'autorità della sua chiesa e il mito di una città che era stata potente, benché ormai il suo dominio diretto si limitasse ad un territorio di ridotta estensione che aveva i suoi punti di forza nell'area urbana con lo scalo marittimo e nel borgo di Grado. Quest'ultimo si sviluppò ed acquistò un'importanza sempre maggiore a seguito dell'invasione longobarda del 568. Da quel momento la regione di Aquileia venne suddivisa fra romano-bizantini (che ne occuparono la zona litoranea) ed i Longobardi (la parte interna). Nell'VIII secolo la sede del patriarcato viene trasferita nella più sicura Cividale.

Verso l'anno Mille si assisté alla rinascita della città, che tornò ad avere grande prestigio con il patriarca Poppone (1019-45), che riportò la sede ad Aquileia.